# Ruse (Bulgária)
Ruse (Русе), historicamente conhecida pelos nomes de Rousse, Rustschuk ou Rusçuk, é uma cidade situada ao nordeste da Bulgária, na margem direita do rio Danúbio, estando oposta à cidade romena de Giurgiu, 300 km da capital Sófia e 200 km da costa do mar Negro búlgaro. Possui o maior porto fluvial da Bulgária, servindo uma parte importante do comércio internacional do país.
Ruse é conhecida por sua arquitetura dos séculos XIX e XX no estilo Neobarroco, que atrai muitos turistas. É comumente chamada de Pequena Viena. A Ponte Ruse-Giurgiu, a única compartilhada na região do Danúbio entre a Romênia e a Bulgária, cruza o rio neste local.

## Geografia
Ruse localiza-se na margem direita do rio Danúbio. A altitude média é 45,5 m acima do nível médio do mar. A área urbana é uma elipse de aproximadamente 11 km ao longo do rio. A cidade se estende da ilha de Matey (Матей), a oeste de Rusenski Lom e da montanha Srabcheto (Сръбчето) ao leste. Durante o século XX, o lado oeste da cidade foi significativamente modificado por ter movido o delta de Rusenski Lom para o oeste, da mesma forma, movendo o banco de areia consideravelmente para o norte. O monte Sarabair (саръбаир) está ao sul da cidade e possui 159 m de altura. A torre de TV de Rousse é construída neste monte, nas ruínas de Leventtabia, um antigo forte turco.

### Clima
| Mês | Temperatura Média | Recorde + Alta | Recorde + Baixa | Precipitação |
| --- | ----------------- | -------------- | --------------- | ------------ |
| Jan | 0 °C              | 20 °C          | -18 °C          | 12mm         |
| Fev | 7,5 °C            | 21 °C          | -15 °C          | 11mm         |
| Mar | 7,5 °C            | 27 °C          | -12 °C          | 11mm         |
| Abr | 13,5 °C           | 33 °C          | -1 °C           | 10mm         |
| Mai | 19 °C             | 34 °C          | 3 °C            | 11mm         |
| Jun | 22,5 °C           | 41 °C          | 7 °C            | 10mm         |
| Jul | 24,5 °C           | 46,7 °C        | 11 °C           | 17mm         |
| Ago | 24 °C             | 38 °C          | 8 °C            | 6mm          |
| Set | 20 °C             | 34 °C          | 4 °C            | 6mm          |
| Out | 13,5 °C           | 35 °C          | -14 °C          | 7mm          |
| Nov | 6,5 °C            | 27 °C          | -12 °C          | 10mm         |
| Dez | 1,5 °C            | 7 °C           | -15 °C          | 11mm         |

## História

### Antiguidade e Idade Média

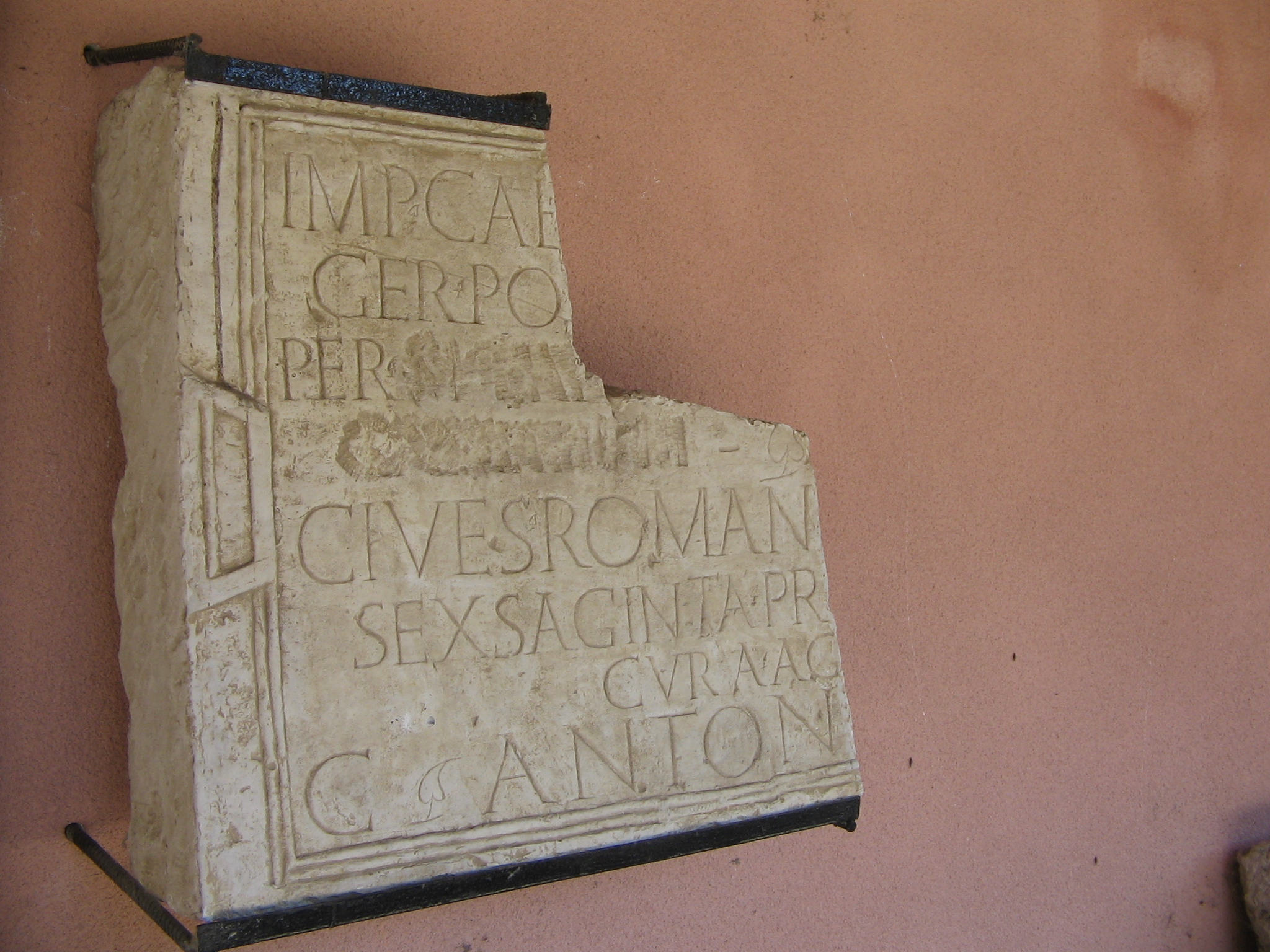
Uma inscrição no castelo de Sexaginta Prista

A cidade emergiu como um povoado Neolítico entre o terceiro e segundo milênio a.C., quando a cerâmica, pesca, agricultura, e caça se desenvolveram. Escavações revelam várias camadas, sugerindo que o local foi atacado por tribos vizinhas e sofreu vários acidentes naturais. Santuários antigos foram também encontrados, onde os ídolos de uma mulher grávida, a deusa da fertilidade, era predominante. O povoado trácio posterior desenvolveu-se em um centro militar e naval do Império Romano durante o reinado de Vespasiano (r. 69–79) como parte do sistema de fortificação ao longo da fronteira ao norte de Mésia Superior. Seu nome, Sexaginta Prista, significa "Uma cidade de 60 navios" (de em latim: sexaginta — "60" e em grego:  pristis — um tipo especial de navio militar). O castelo era localizado na rua principal entre Singiduno (atual Belgrado) e o Delta do Danúbio e foi destruído no século sexto por milícias Eurasianas e Eslovacas.

### Segundo Império Búlgaro e Império Otomano
Nos séculos XIII e XIV, durante o domínio do Segundo Império Búlgaro, um povoado fortificado chamado Rusi (também Golyamo Yorgovo; em búlgaro:  Голямо Йоргово), mencionado pela primeira vez em 1380, emergiu próximo às ruínas da cidade romana. Mais tarde, esta se tornou um importante centro de comércio com as terras no lado oposto do Danúbio, até ser conquistado pelos Otomanos em 1388. Estudiosos dizem que a cidade na margem do rio derivou seu nome atual do Castelo Cherven (em búlgaro:  Чѐрвен; "червѐн" significando vermelho) pela raiz rous, que contém em muitas Línguas Eslavas e é um cognato em francês:  rouge e em latim: rusos.
Durante a domínio otomano, os invasores destruíram a cidade, reagindo a uma tentativa de libertação mal sucedida em 1595 por um exército conjunto valaco-búlgaro, liderado por Michael the Brave. Após sua reconstrução nos anos consecutivos, Ruse (em turco:  Rusçuk significa "pequena Ruse") se expandiu novamente em um grande castelo ao longo do século XVIII. Após, cresceu e se tornou em uma das mais importantes cidades otomanas no Danúbio e um centro administrativo de vilaiete de Tuna, que se estendeu de Varna e Tulcea até Sófia e Niš.
O jornal "Dunav" surgiu – foi o primeiro impresso na Bulgária em búlgaro. Algumas escolas búlgaras foram fundadas. As ruas foram renomeadas e numeradas pela primeira vez em terras búlgaras. Um correio local, hospital e lar para idosos foram também fundados. Três impérios comerciavam nesta cidade: Império Austro-Húngaro, Império Russo, Império Britânico. França e Itália fundaram consulados em Ruschuk. Imperceptivelmente, a moderna cidade surgiu das sombras do pequeno vilarejo. Em 1865, foi fundado o Obraztsov Chiflik no local onde a fazenda do cônsul inglês ficava e foi a primeira fazenda moderna no território de todo o Império Otomano daquela época.
Ruse se tornou o centro do Renascimento Nacional da Bulgária e hospedou o quartel general do "Comitê Central Revolucionário da Bulgária".

### Bulgária libertada

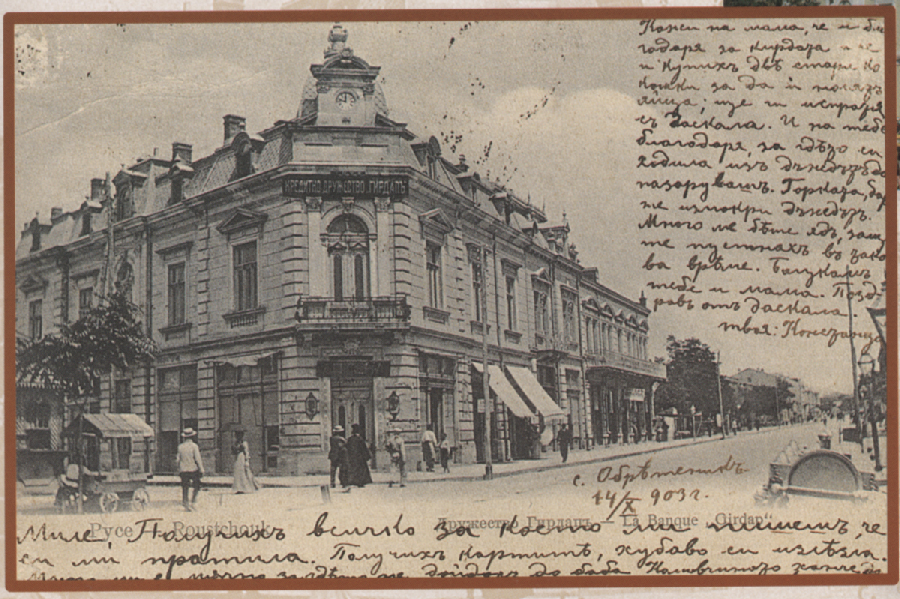
O primeiro banco privado na Bulgária - "Girdap"

Após a Bulgária ser libertada do Império Otomano em 20 de fevereiro de 1878, Ruse era uma dos centros chaves culturais e econômicos do país. Construções intensivas durante este período mudaram a aparência arquitetônica para um modelo típico do centro europeu. Este também foi o tempo de muitos "primeiros" para a Bulgária, mais especificamente para Ruse, como o primeiro banco privado (Girdap), empresa de seguros, câmara de comércio, shows de televisão, navios de metal, estações de trem, primeira fábrica de cerveja e estação meteorológica.
Na Bulgária recém-independente no fim do século XIX, Ruse era uma cidade cosmopolita com uma população multiétnica. De acordo com o primeiro censo, realizado em 1883, Ruse tinha uma população de 26.156 habitantes, sendo assim, a maior cidade em número de pessoas da Bulgária. Sua composição étnica era: 11.342 Búlgaros, 10.252 Turcos, 1,943 Judeus, 841 Armênios, 476 Alemães, 291 Gregos, 231 Valacos (Romenos), 170 Russos, 113 Sérvios e Croatas, 79 Romani (proveniente de Roma), 76 Húngaros, 74 Tatars, 58 Italianos, 58 Franceses, 32 Ingleses, 19 Persas, 16 Poloneses, 16 Tchecos, e 69 pessoas de outras nacionalidades.
"Todas as fachadas nas ruas principais de Russe devem ter ricas decorações com pedra de plástico", postulava o Regulamento de Construções de Edifícios Privados de 1893, emitido pelo município de Russe.
Após a abdicação do príncipe Alexander em 1886, o grupo russófilo de oficiais militares revoltou-se em Ruse contra a forma de governo do primeiro-ministro Stefan Stambolov. A manifestação foi violentamente esmagada, e 13 dos líderes foram rapidamente sentenciados à morte e executados próximo à cidade, o que causou um enorme descontentamento público. Décadas depois, em 1934, cidadãos locais levantaram fundos e construíram um monumento no local onde os oficiais russófilos foram executados. O monumento foi destruído em 1940, mas reconstruído em 1966, aproximadamente no mesmo local.

### Segunda Guerra Mundial e comunismo
No período entre a Primeira e a Segunda Guerra Mundial, logo após o sul de Dobruja ser perdido para a Romênia, a significância econômica da cidade caiu drasticamente. Da mesma forma a população, e Ruse não era mais a segunda maior cidade em terras búlgaras (após a antiga capital de Rumelia do Leste, Plovdiv), sendo rapidamente ultrapassado por Sófia e Varna. Muitas empresas importantes deixaram o local, e todos os consulados estrangeiros foram fechados, exceto o russo, que continua funcional desde então.
O retorno do Sul de Dobruja para a Bulgária em setembro de 1940 fomentou boas condições para a reconstrução e restabelecimento da cidade e dos líderes. Desde então se tornou um centro provincial, e a atividade econômica voltou funcionar. A construção da Ponte Giurgiu-Rousse em 1954 e a rápida industrialização deu um novo "empurrão" ao desenvolvimento. Ruse emergiu novamente como um importante centro econômico, de transportes, cultural, e educacional. Indústrias de engenharia, químicas, e outras menores se expandiram; um grande porto foi construído; e a cidade se tornou um centro universitário. No censo de 1985, já eram habitantes de Ruse, pelo menos 186 000 pessoas.

### Queda do comunismo e Bulgária democrática
No começo da década de 1980, Ruse entrou em um período negro de sua história. A fábrica Verachim foi construída em Giurgiu, que poluiu o ar entre 1980 e 1987, impactando no desenvolvimento da cidade. A população diminuiu, e 15 000 pessoas se mudaram para outras cidades entre 1985 e 1992. Afortunadamente, em 1987, a fábrica romena cessou a poluição, pressionado por organizações ambientais e ambas lideranças comunistas búlgaras e romenas. Organizações, como Ekoglasnost, provocaram demonstrações mundiais e influenciaram fortemente à mudança para a democracia na Bulgária.
Durante os anos de 1990, a crise econômica na Bulgária afetou Ruse. A maior parte das grandes empresas sofreram e o desemprego aumentou, o que levou a novas ondas de emigração se criarem. Desde 2000, a cidade vem continuamente readquirindo seu status de liderança.

## População
Ruse é a quinta maior cidade na Bulgária em número de pessoas.
| Ano       | 1880   | 1887   | 1910   | 1934   | 1940   | 1946   | 1999    | 2001    | 2004    | 2006    | 2008    | 2010    |
| --------- | ------ | ------ | ------ | ------ | ------ | ------ | ------- | ------- | ------- | ------- | ------- | ------- |
| População | 26 163 | 27 194 | 36 255 | 41 447 | 51 000 | 57 509 |         |         |         |         |         |         |
| Previsão  |        |        |        |        |        |        | 202 793 | 190 798 | 179 514 | 177 104 | 175 374 | 173 205 |
| Atual     |        |        |        |        |        |        | 182 323 | 179 666 | 172 833 | 170 208 | 168 116 | 165 208 |

## Economia

Porto de Ruse

Ruse é um grande centro industrial. Um dos primeiros parques industriais na Bulgária foi construído nesta cidade. O fabricante francês de componentes de alumínio para a indústria automotiva - Montupet e a empresa espanhola Keros - produtor de partes de cerâmica, operam neste parque industrial.
Ruse possui uma zona franca (livre de impostos) em duas zonas industriais- Leste e Oeste.
A usina elétrica de Ruse (leste) tem uma capacidade de 400 MW e a usina elétrica de Ruse (oeste) de 41 MW.
A economia da cidade é dominada por indústrias de pequeno porte — alfaiatarias, têxteis e Processamento de alimentos. Grandes fabricantes são a Fazan (a primeira fábrica de meias na Bulgária), Fenix 94 (meias), Ariston S (cosmética) e Sirma prista (produtos lácteos). Indústria petrolífera e a indústria química são representadas pelas empresas, produzindo tintas e óleos para motor - Orgachim, Prista Oil E Megachim.
A indústria de maquinários e barcos são bem desenvolvidas - Estaleiro de Ruse. Grandes empresas beneficiadoras de metalsão a Zhiti — um produtor líder de of fios de aço de baixo carbono, pregos, prendedores, elos de aço, arame farpado;  Holding JSC - produz aço eletro-soldado, tubos de alumínio e cantoneiras.
A Steiner Elektronik Technologie é especializada na produção de circuitos impressos de apenas um lado, dois lados e multi-camada; Naiden Kirov JSC- um fabricante de acessórios domésticos eletrotécnicos de baixa voltagem. Dunarit fabrica produtos militares e para engenharia. A carpintaria e produção de móveis é representada pela Apex móveis. A principal produção da Zita são aparelhos para controle de temperatura e passagem de diferentes fluidos, desenhados para as tecnologias automatizadas, pneumáticas e hidráulicas, por exemplo.
Atualmente, existem 97 hotéis e 1.853 camas, nestes, em Ruse. O faturamento com acomodações para o segundo quadrimestre de 2010 é de R$ 1 64 504,76 (1 389 010 lev).
Existem grandes hipermercados, como o Metro Cash & Carry, Tehnopolis, Tehnomarket, Kaufland (2 lojas), Mr. Bricolage, Praktiker, Giraffe(3), e outras pequenas correntes de supermercado, como o Billa(5), Carrefour(1), Paconi (8), Penny market (3) e CBA (15).
A cidade possui seis centros comerciais - Mega mall, Mall Rousse,Royal city center, centro comercial Danube, Yalta e Evas. Em processo de construção, estão os hipermercados das correntes Lidl, Parque de Negócios de Rousse e um centro de esportes. A estação de tratamento de esgoto está quase terminada.
O primeiro museu privado na Bulgária será em breve inaugurado na antiga escola de música de Ruse.

## Infraestrutura
Ruse é um ponto central de transportes férreos e rodoviários ao norte da Bulgária. O transporte férreo na cidade se iniciou em 1867 quando foi fundada a estação da primeira linha férrea na Bulgária, no trecho Ruse - Varna. Há também linhas férreas para o sul da Bulgária, como Sófia, Varna e Bucareste. Ruse possui duas estações ferroviárias para serviços de passageiros (Central e Razpredelitelna) e outros dois para serviço de transporte de carga. Há também ônibus inter-cidades ligando Ruse com cidades e povoados ao redor do país e outros países europeus. Estes são baseados em duas estações de ônibus: Sul e Leste.
Ruse possui um extensivo sistema de transporte público incluindo cerca de 30 linhas de ônibus e ônibus articulado. A maior parte são operados em termos de concessão pela pela subsidiária Búlgara da acionista de transportes Egged Website Oficial da Egged, Ruse. Há também muitas linhas de ônibus suburbanos, operado por várias empresas privadas de transporte da Bulgária.
Aproximadamente 15 km ao sul de Ruse está o povoado de Shtraklevo, próximo a qual está o antes militar, o Aeroporto de Ruse com um estatuto internacional, mas atualmente fechado. Existem planos para redesenvolver e reabrir o aeroporto para voos internos, charter, e cargueiros. A pista é comprida o suficiente para operar Boeing 747.
A Ponte do Rio Danúbio é a única ponte rodoviária e ferroviária entre a Bulgária e a Romênia e está ao leste de Ruse.

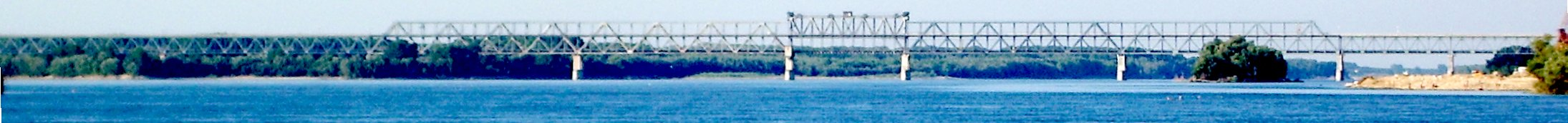
Rousse-Giurgiu Bridge

## Marcos arquitetônicos e naturais

### Marcos arquitetônicos
Ruse é um dos 100 lugares da Bulgária recomendados para turistas. A cidade é famosa por suas construções preservadas do final do século XIX e começo do ХХ. Atualmente, existem mais de 260 monumentos. A maior parte dos pontos turísticos da cidade estão localizadas no centro de Ruse (museus, marcos arquitetônicos, o teatro, a ópera,  hotéis, restaurantes, cafeterias e lojas de souvenires). Dentro de todos os pontos, os seguintes são espetaculares:
| Local                                                       | Descrição | Foto |
| ----------------------------------------------------------- | --- | ---- |
| Monumento da Liberdade, Ruse                                | O Monumento da Liberdade foi construído no início do século XX pelo escultor italiano Arnoldo Zocchi. Com o passar do tempo, ganhou significância como um dos símbolos da cidade, e agora é parte do brasão da cidade. |      |
| Dohodno Zdanie                                              | O Dohodno Zdanie é um edifício Neoclássico no centro da cidade de Ruse, construído entre 1898–1902 para acomodar teatros locais. Juntamente com o Monumento da Liberdade, este também é um símbolo da cidade. |      |
| Rua Aleksandrovska                                          | A principal rua da cidade é a Aleksandrovska. Seu conjunto arquitetônico nas construções no estilo Neobarroco e outros estilos arquitetônicos |      |
| O primeiro banco privado da cidade                          | Girdap foi o primeiro banco privado na Bulgária. Fundado em Ruse no ano de 1881, Girdap estava entre os seis maiores bancos na Bulgária, e durante as guerras seu grupo financeiro foi o mais influente no país. Atualmente, o prédio principal abriga a administrição da câmara de controle de Ruse e é um dos lugares favoritos para encontros.                              |      |
| O centro histórico de Ruse                                  | O antigo centro da cidade é a quadra ao redor do Museu Histórico de Rousse. A biblioteca regional Lyuben Karavelov também é localizada nesta quadra. O edifício é decorado com ornamentos barrocos- folhas, pérolas e rosetas. O antigo banco de Ivan e Stefan Simeonov é situado no início da rua Aleksandrovska. A construção é típica na cidade de Ruse, ao estilo barroco. |      |
| A casa de Elias Canetti, Prêmio Nobel da Literatura de 1981 | A casa é localizada na rua Slavianska. |      |
| Casa de Andrea Turio                                        | A casa de Andrea Turio é a mais bonita em Ruse. Esta foi completada em 1900. Os materiais utilizados na construção foram cuidadosamente escolhidos ao redor do mundo. Os salões da casa são decorados ao estilo artístico de Pompeia. |      |
| Empresa de seguros Bulgaria                                 | A empresa de seguros Bulgaria foi a primeira neste país. Esta foi criada no ano de 1891. A construção é localizada na rua Aleksandrovska e foi construída no estilo arquitetônico neoclássico. |      |
| O vaso de flores                                            | O vaso de flores é localizado no parque central da cidade. Sua altura é 3,40 metros e possui uma largura de 7 metros. |      |

Outros marcos são:
- Rua Slavianska (a casa de Elias Canetti é localizada nesta)
- A casa de Ivan Simeonov (Eparquia católica em Ruse) e de Stefan Simeonov.
- Velha escola de música
- Mosteiro de Basarbovo
- Torre de TV de Rousse, a mais alta torre de televisão da Bulgária e uma das mais altas da península Balcânica .

### Marcos naturais
| Local                 | Descrição | Foto |
| --------------------- | --- | ---- |
| Rusenski lom (parque) | Parque natural de Rusenski Lom é um dos dez parques naturais da Bulgária. É situada ao longo do valedo rio Rusenski Lom - a última foz do Danúbio. O parque foi anunciado como área protegida em 1970 e possui um território de 3408 hectares. O parque é reconhecido como um local interessante e precioso de alto valor estético, preservando lindas margens de rios, meandros, pedras altas, áreas com uma alta variedade de espécies, cavernas, formações rochosas e monumentos históricos de significância nacional e internacional. |      |
| Parque Lipnik         | É situado próximo ao vilarejo de Nikolovo, 10 km de Rusе. O tamanho do parque é cerca de 20 000 hectares e sua flora principal consiste de tílias. |      |
| Orlova Chuka          | Esta caverna é uma reserva arqueológica, localizada 8 km próximo a Dve Mogili. Os restos de povos pré-históricos e de urso das cavernas são encontrados aqui. A caverna é o habitat de mais de 10 tipos de morcegos, milhares destes vivendo lá no inverno. Esta é maior caverna do Norte da Bulgária (13 km) e a segunda maior por comprimento na Bulgária (possui cerca de 15 km de túneis em 7 níveis). |      |

## Educação
Há uma universidade em Ruse - "Angel Kanchev" Universidade de Ruse com uma capacidade de 12 000 estudantes. A estrutura da universidade inclui subsidiárias em Silistra e Razgrad.
Há também uma subsidiária da Faculdade de Agricultura de Plovdiv na cidade.

## Edifícios religiosos
- Igreja da Santa Trindade
- Igreja da Santa Teótoco
- Igreja de São Jorge
- Igreja do Santo Arcanjo Miguel

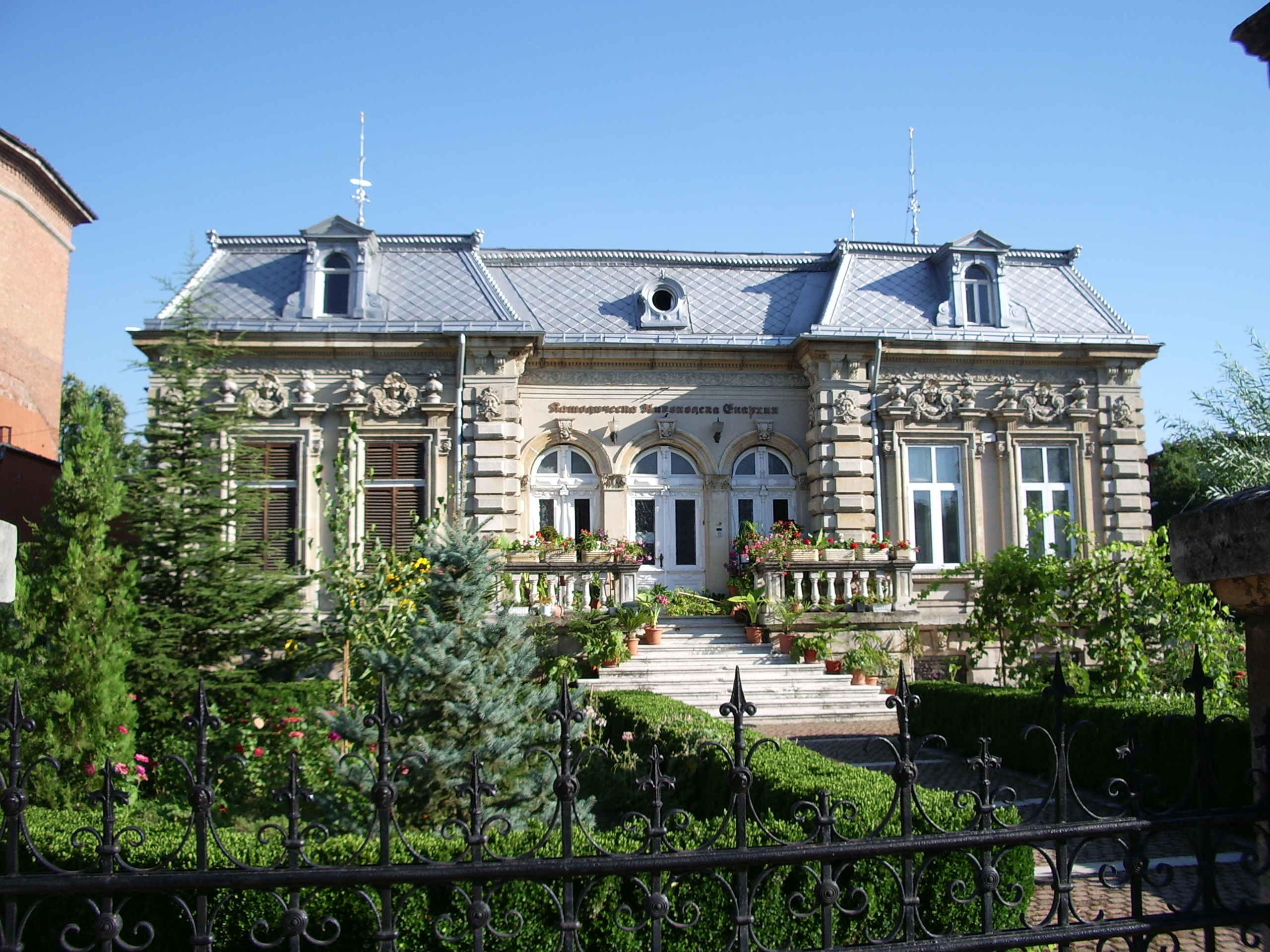
A eparquia católica em Ruse

- Igreja da Santa Ascensão do Senhor
- Igreja de São Petka
- Igreja Ortodoxa Russa de St. Nicolau, o Milagreiro
- Catedral da Igreja Católica Romana de São Paulo, construído em 1890
- Igreja Apostólica da Armênia - Mãe de Deus
- Igreja Evangélica Batista
- Igreja Evangélica Metodista
- Mesquita de Saíde Paxá
- Igrejas de Ivanovo, um patrimônio da humanidade, está situado 20 quilômetros ao sul.

Em 1978, a Igreja de Todos os Santos foi destruída, mas no mesmo local e tempo, foi construído o Panteão dos Heróis da Revolução Nacional.
A comunidade judaica em Ruse foi construída e consagrada sinagoga em 1797. Este foi destruída em 1810, mas duas outras sinagogas foram construídas em 1826 e 1852.

## Cultura

### Teatros e óperas
Notada pelo seu alto grau de cultura, Ruse hospeda a Orquesta Filarmônica de Rousse, a Ópera Estatal de Rousse (fundada em 1949) e o Teatro Dohodno Zdanie ("Sava Ognianov").

### Museus
| Local                                              | Descrição | Foto |
| -------------------------------------------------- | --- | ---- |
| Museu Histórico de Rousse                          | O Museu Histórico Regional de Rousse foi fundado em 1904. Possui aproximadamente 140 000 itens, incluindo o bg:Боровско съкровище (Tesouro de Borovo); os achados de escavações dos antigos castelos no Danúbio Yatrus e Sexaginta Prista, e da cidade búlgara medieval - Cherven; uma coleção de roupas urbianas, louças, copos, e prata do final do século XIX e começo do 20. |      |
| Castelo Romano "Sexaginta Prista"                  | Sexaginta Prista é localizado na cidade de Ruse. O nome significa "A cidade portuária dos sessenta navios". |      |
| Igrejas de Ivanovo                                 | As Igrejas de Ivanovo são um grupo de igrejas monolíticas, capelas e mosteiros cavados em rochas sólidas, próximas ao vilarejo de Ivanovo, 20 km ao sul de Ruse, nas altas rochas do parque Rusenski Lom. O complexo é notado por seus afrescos medievaiws bem preservados. As Igrejas de Ivanovo estão inclusas na Lista de Patrimônios Mundiais da UNESCO desde 1979. |      |
| Museu Nacional de Transportes                      | O Museu Nacional de Transportes é situado à margem do rio Danúbio, na primeira estação ferroviária do país, construído em 1866. |      |
| Casa Kaliopa                                       | A exposição representa o papel de Ruse, e a afluência da cultura urbana Europeia na Bulgáriano fim do século XIX e o começo do 20. Amostras de interior são expostas, de uma sala de estar, um salão de música e um quarto, com móveis de Viena, bem como coleções de roupas urbanas, de joias e outros acessórios, de talheres (cutelaria) e louças, o que marca as mudanças presentes na vida diária dos cidadãos de Ruse. O primeiro piano de cauda, importado de Viena, pode ser visto aqui. |      |
| Panteão dos Heróis da Revolução Nacional, Bulgária | O Panteão dos Heróis da Revolução Nacional é um monumento nacional e um ossuário, localizado na cidade de Ruse. 39 Búlgaros famosos estão enterrados nesta, incluindo Lyuben Karavelov, Zahari Stoyanov, Stefan Karadzha, Panayot Hitov, Tonka Obretenova, Nikola Obretenov, Panayot Volov, Angel Kanchev, etc. |      |
| Castelo de Cherven                                 | O Castelo de Cherven foi um dos centros militares, administrativos, econômicos e culturais do Segundo Império Búlgaro entre os séculos 12 e 14. As ruínas do castelo estão localizadas próximas ao vilarejo de mesmo nome, em torno de 30–35 km ao sul de Rousse, nordeste da Bulgária. |      |
| Museu "Zahari Stoyanov"                            | Zahari Stoyanov foi um revolucionário, escritor, e historiador búlgaro. O museu apresenta exposições do período do renascimento na Bulgária e sobre a vida e lutas de Zahari Stoyanov. |      |

### Bibliotecas

A biblioteca regional "Lyuben Karavelov"

- A biblioteca regional "Lyuben Karavelov"

### Eventos regulares
- O March Music Days é um festival de música internacional de música clássica.
- Dia de St. George (6 de Maio) é feriado em Ruse. Uma feira local é organizada por uma semana nesta data.
- O Danubian Carnival é uma festa mascarada no dia 24 de Junho, Enyovden.
- O Sexaginta Prista Summer Stage é um festival urbano. Os eventos acontecem no castelo romano toda sexta-feira desde Maio até Outubro.
- Ao final de Outubro, acontecem os festivais BG MediaMarket e o Bulgarian Europe Media Festival.
- Carnaval de Ruse. Acontece anualmente no dia 24 de Junho.

### Cidadãos notáveis
- Elias Canetti (1905-1994), vencedor do Prêmio Nobel de Literatura em 1981
- Albert Aftalion (1874–1956), economista e teórico de situação econômica francês
- Michael Arlen (1895–1956), nome original Dikran Kouyoumdjian, escritor de curtas estórias, novelista, dramaturgo, e roteirista
- Jules Pascin (1885–1930), pintor
- Tanyu Kiryakov, atirador de pistola, campeão Olímpico
- Konstantin Evtimov, violoncello solo da Orquestra Sinfônica do Rádio Nacional da Bulgária (1975)
- Vlad Kolarov, cartunista
- Radi Nedelchev, pintor
- Tonka Obretenova, revolucionário do século XIX
- Neshka Robeva, ginasta rítmico, treinadora
- Veselin Topalov, enxadrista, campeão mundial da FIDE em 2005-06
- Stefan Tsanev, escritor
- Venelina Veneva, salto em altura

### Consulados
- Rússia

Consulado Geral
- Mongólia

Consulado Honorário
- Ucrânia

Consulado Honorário

### Cidades irmãs
Ruse é irmã de:
| - Volgograd, Rússia - Bratislava, Eslováquia - Saint-Ouen, França - Giurgiu, Romênia | - Peristeri, Grécia - Huainan, República da China - Bijeljina, Bósnia e Herzegovina |

### Honras à cidade
Pico de Ruse (800 m) na Ilha de Livingston nas Ilhas Shetland do Sul, Antártica tem o nome da cidade.

## Galeria

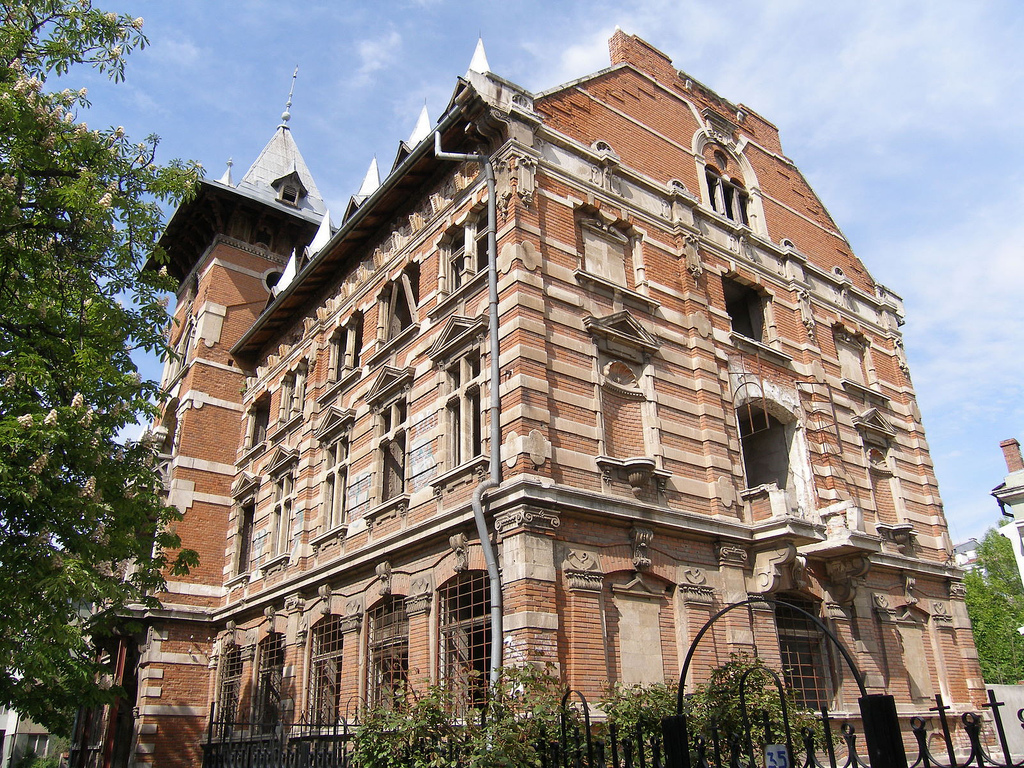
A abandonada antiga escola de música, que se tornará em breve um museu privado (1900)
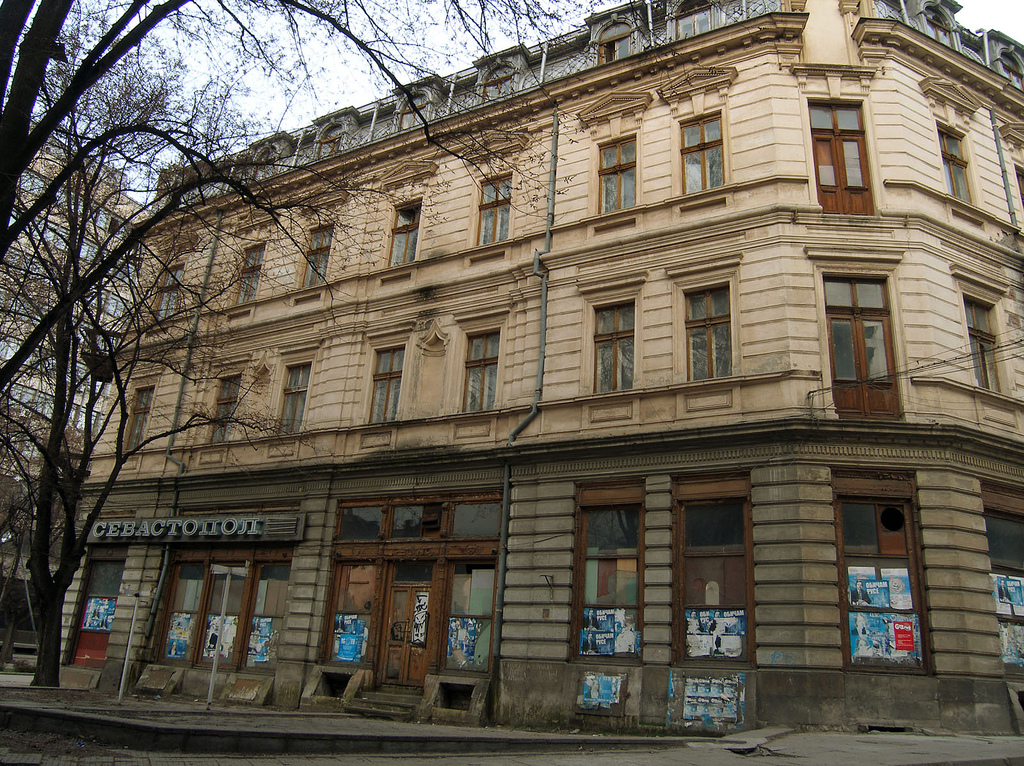
Antiga Arquitetura
O casa de Ópera
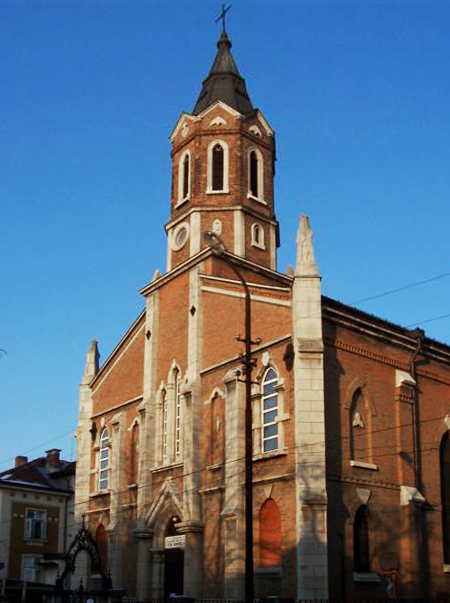
A catedral católica Romana de São Paulo (1890)
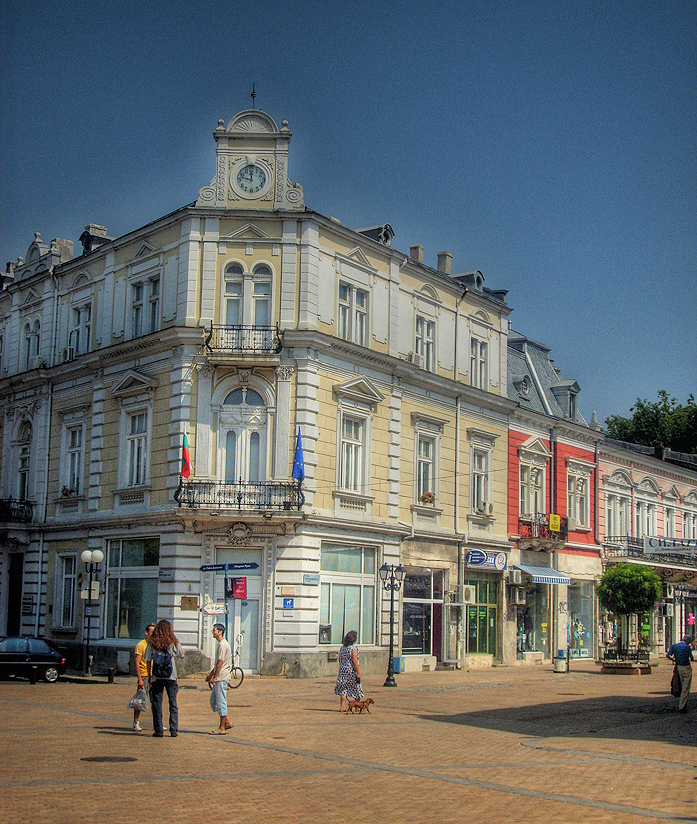
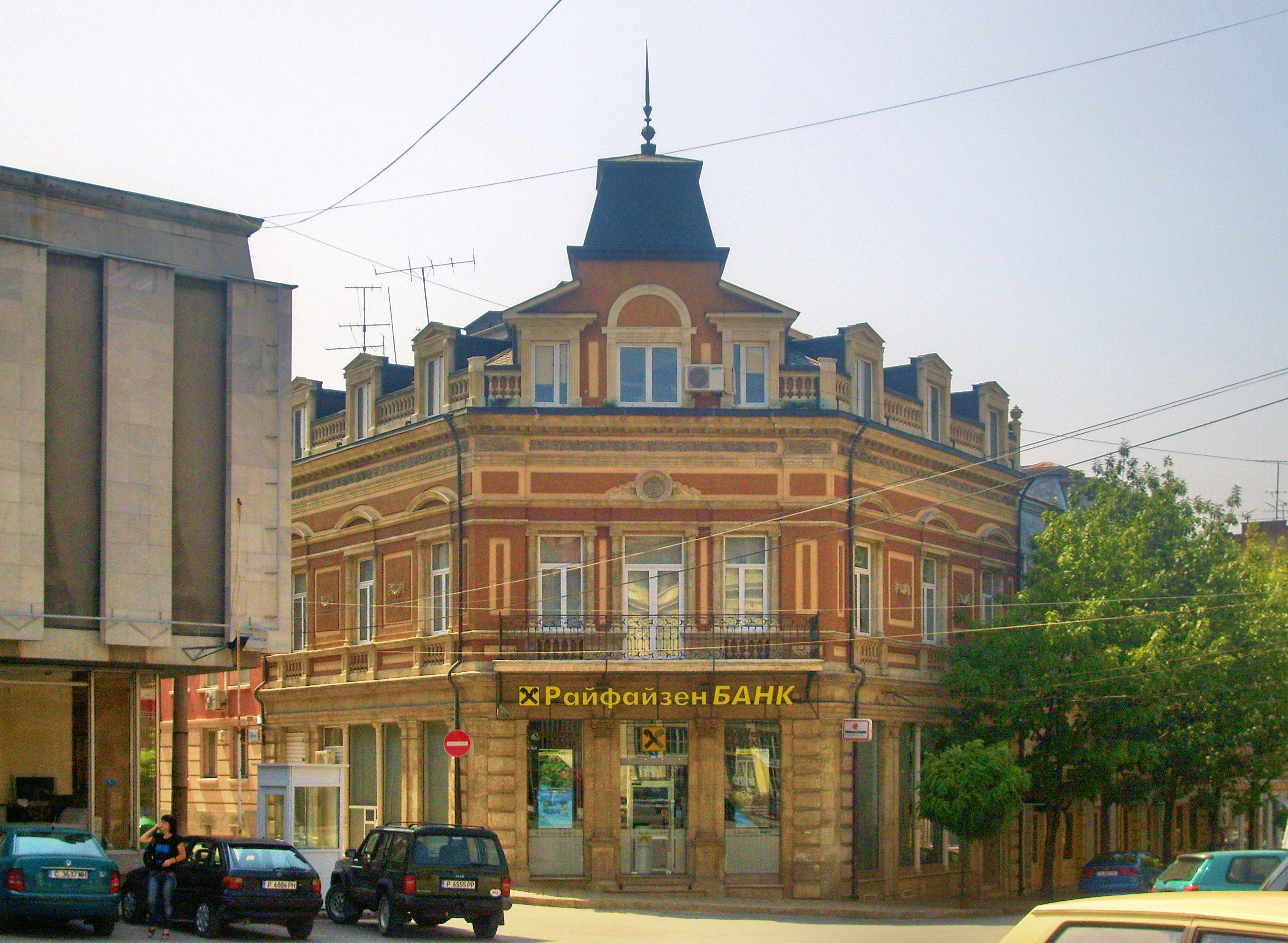
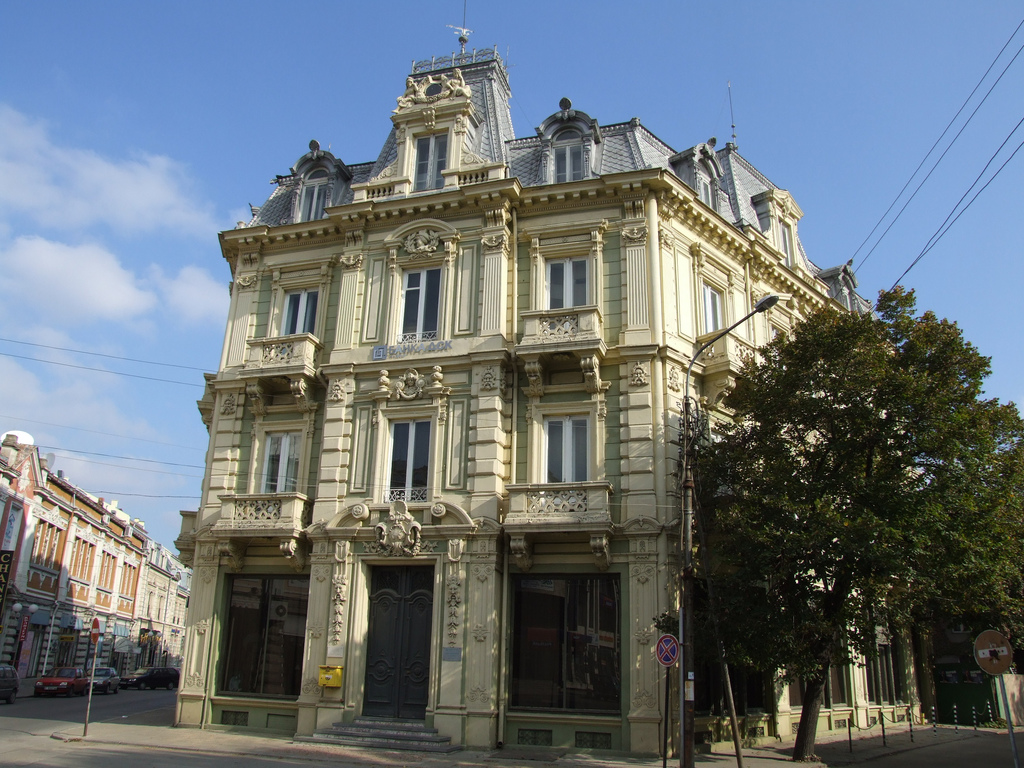
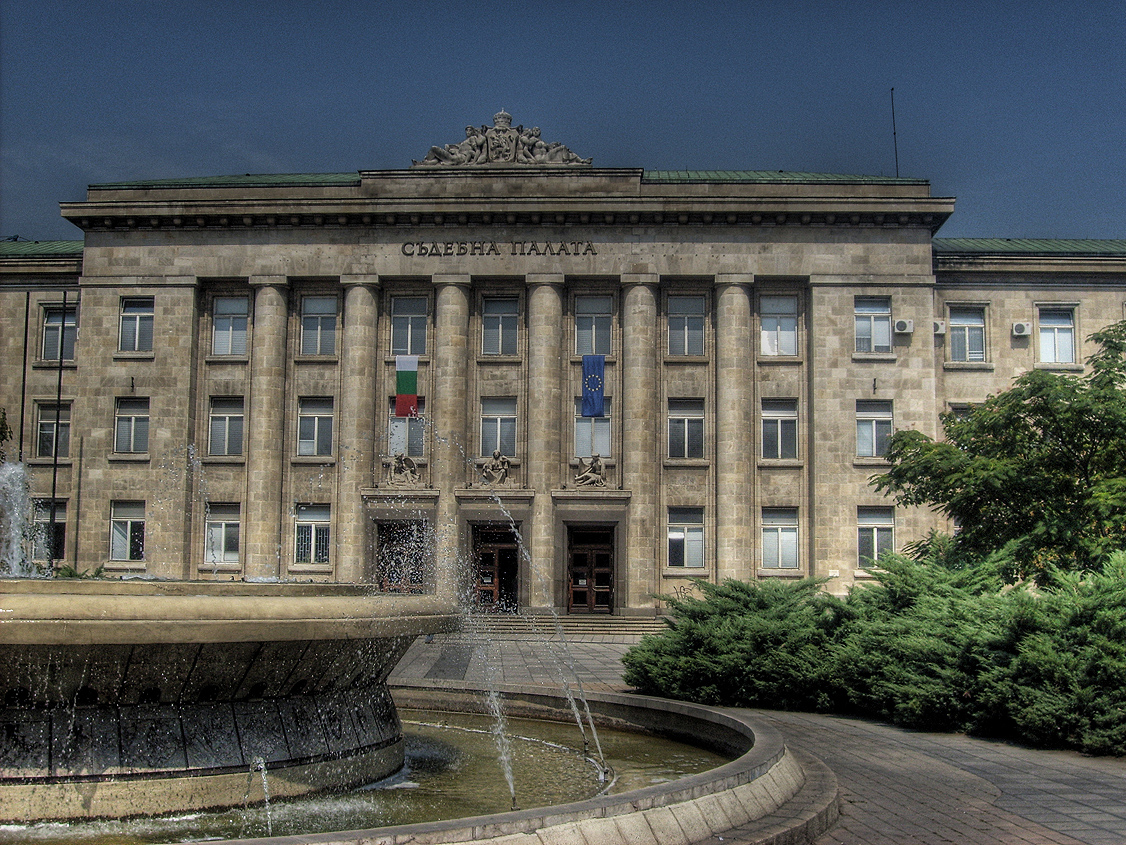
O Palácio da Justiça
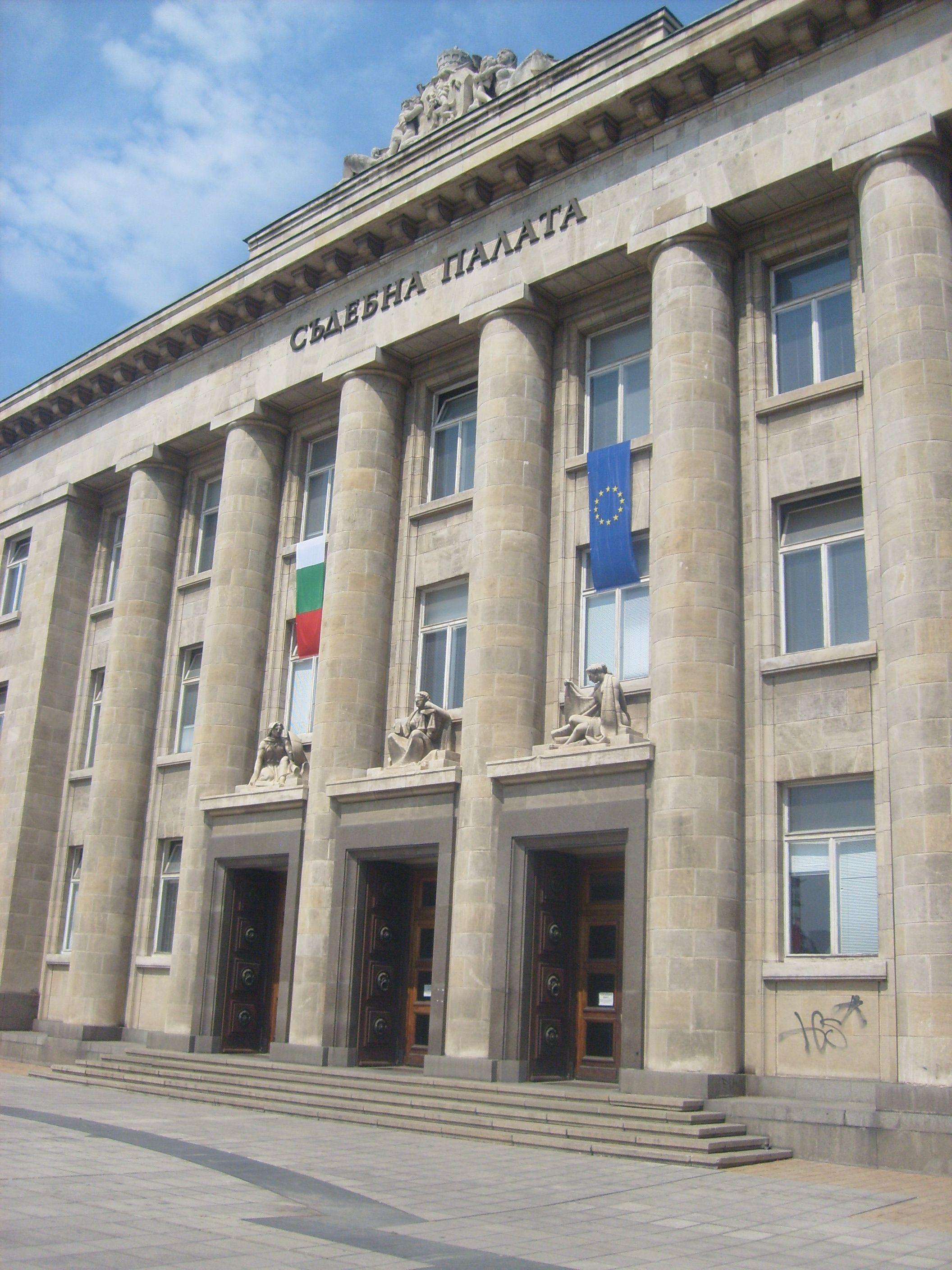
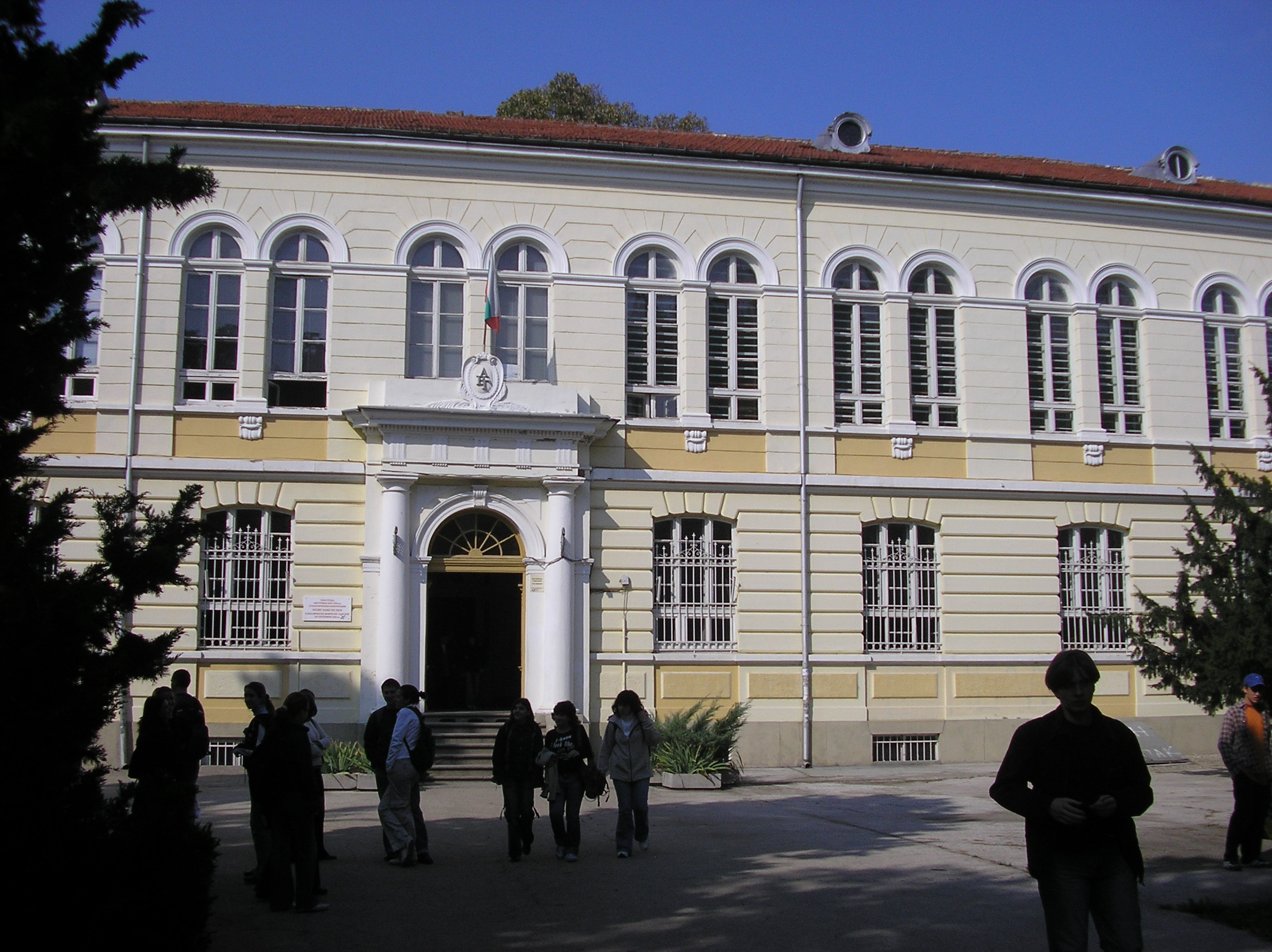
Escola de Língua Inglesa em Ruse
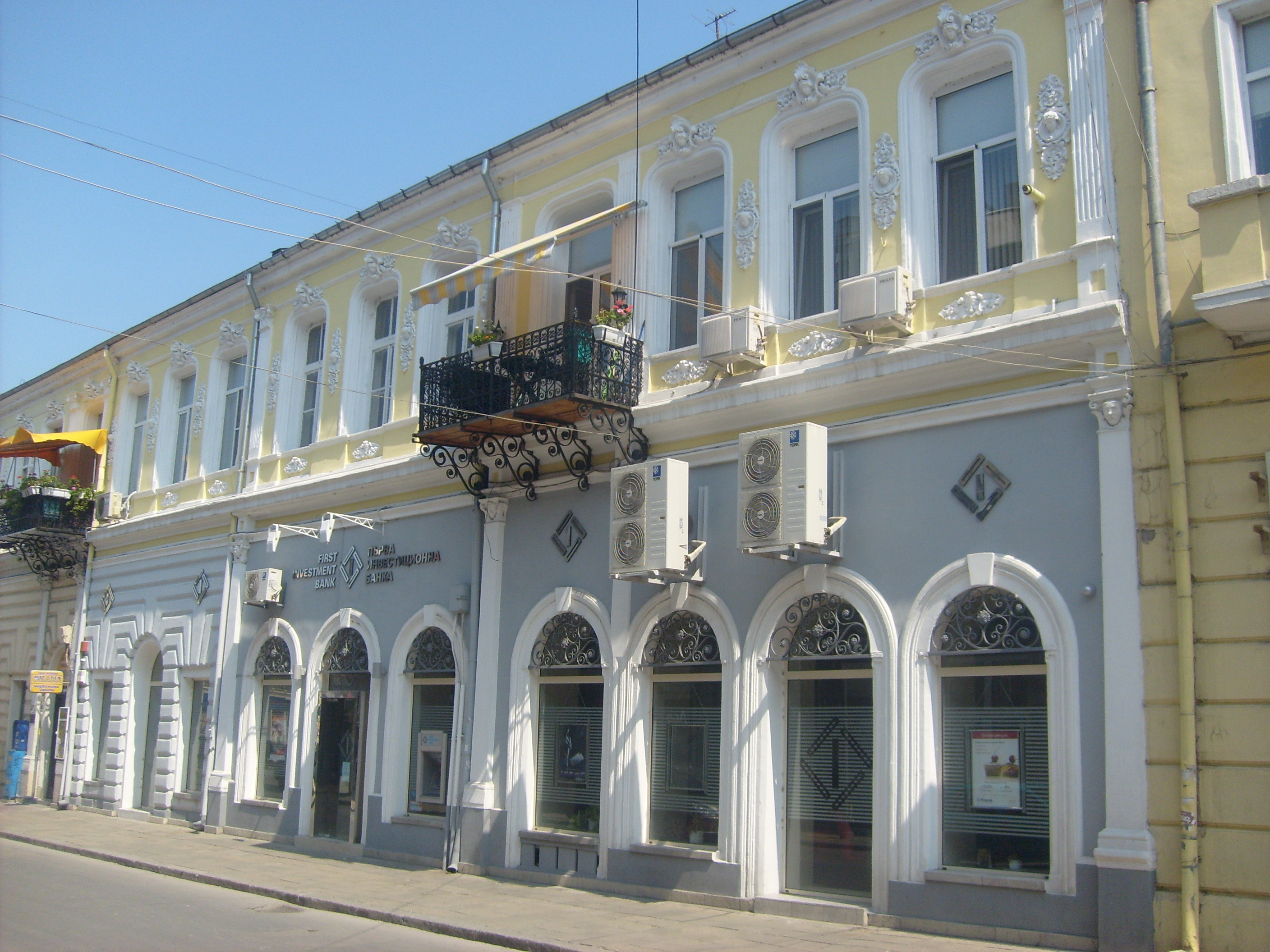
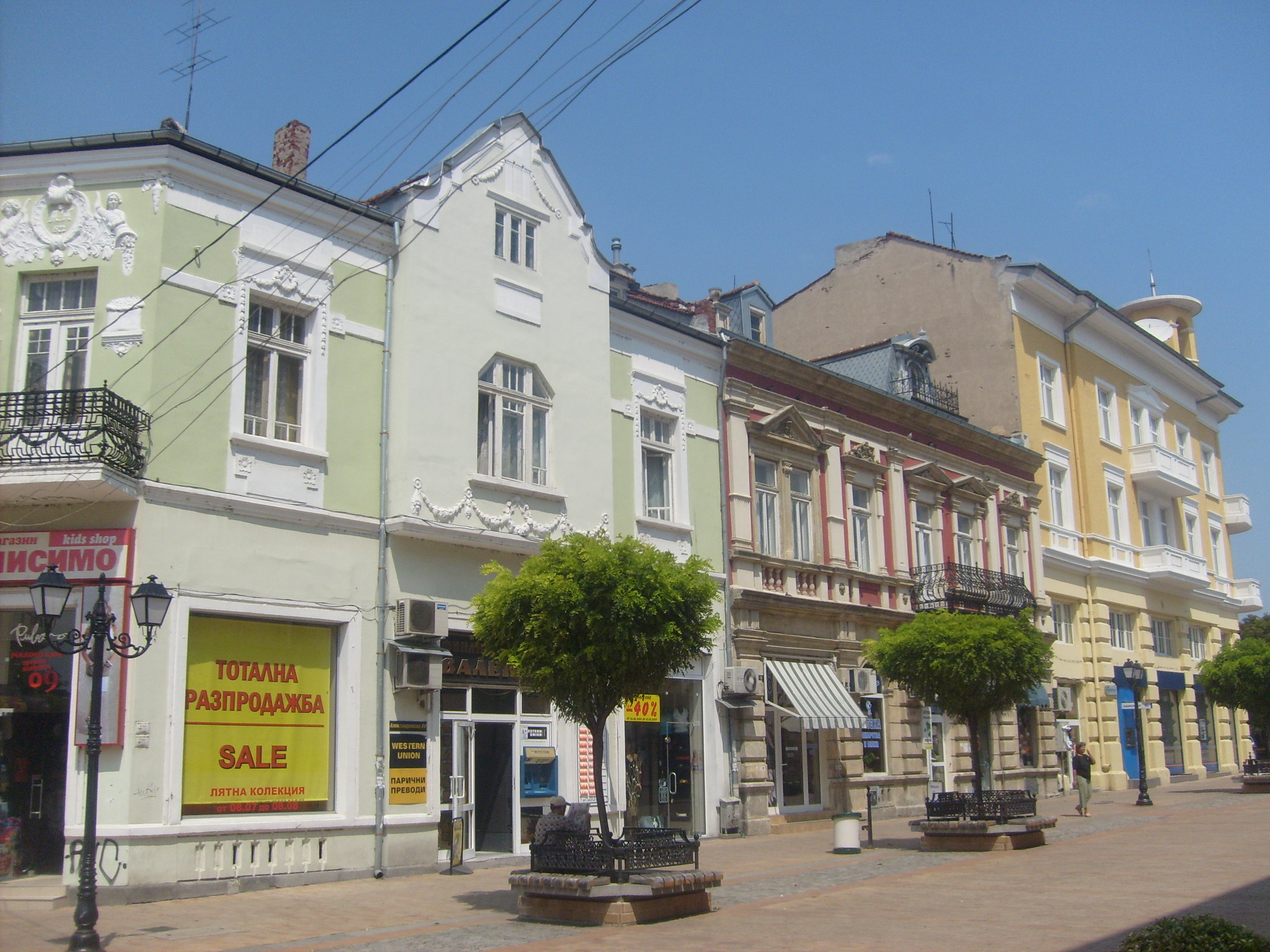
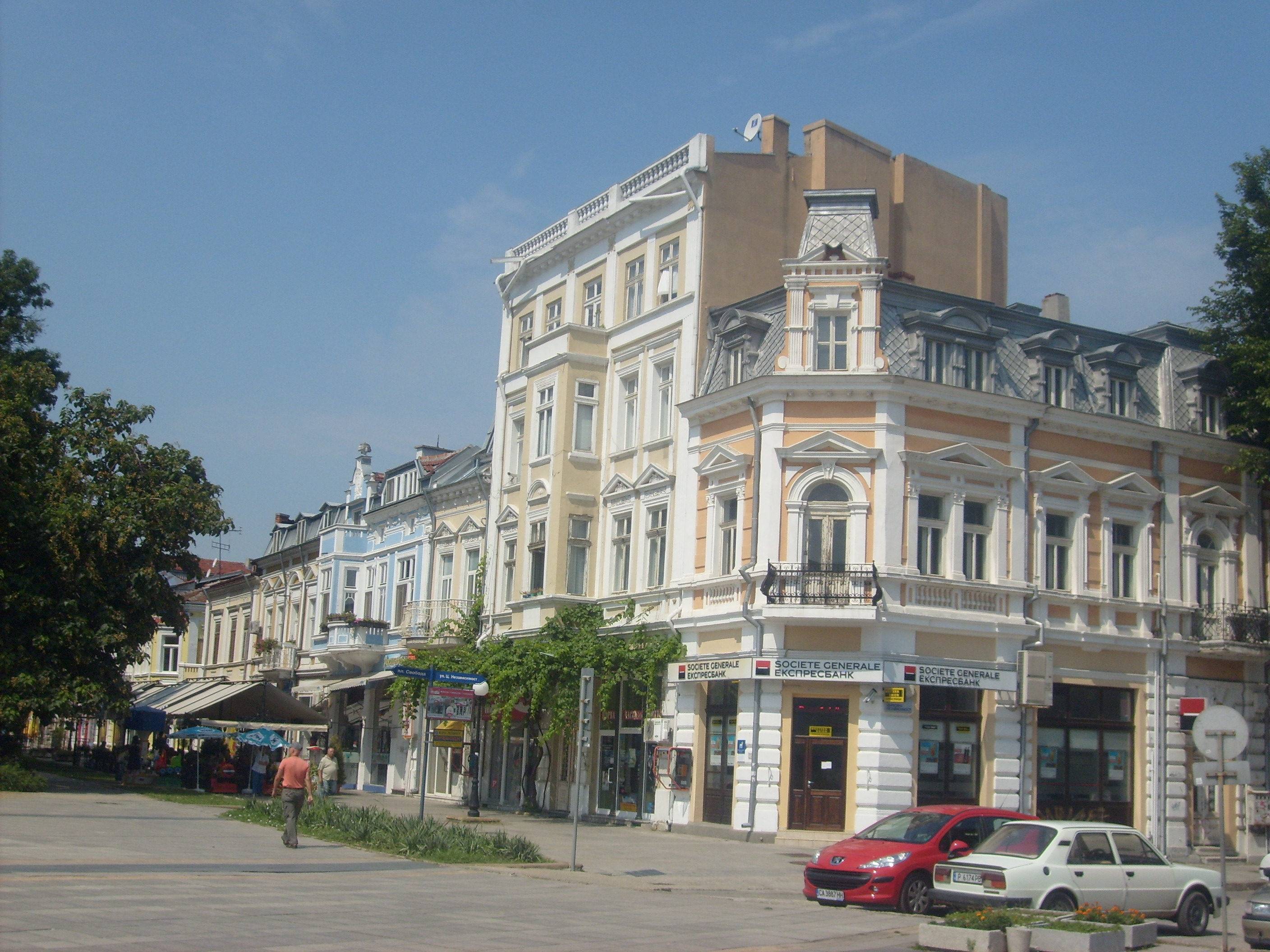
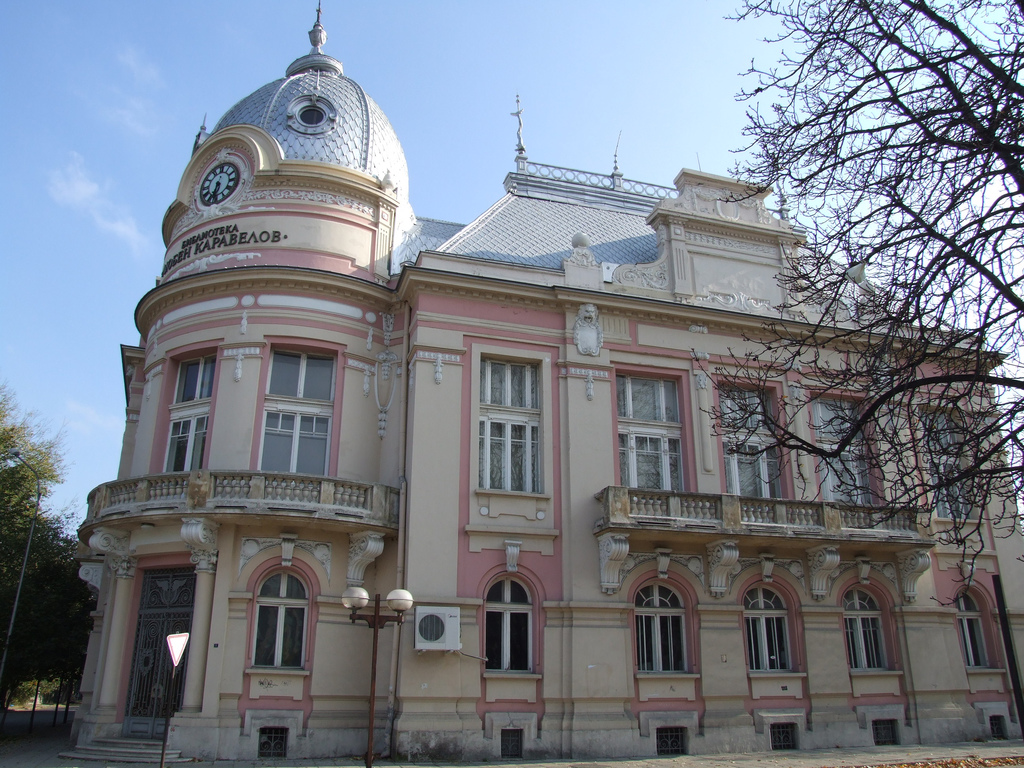
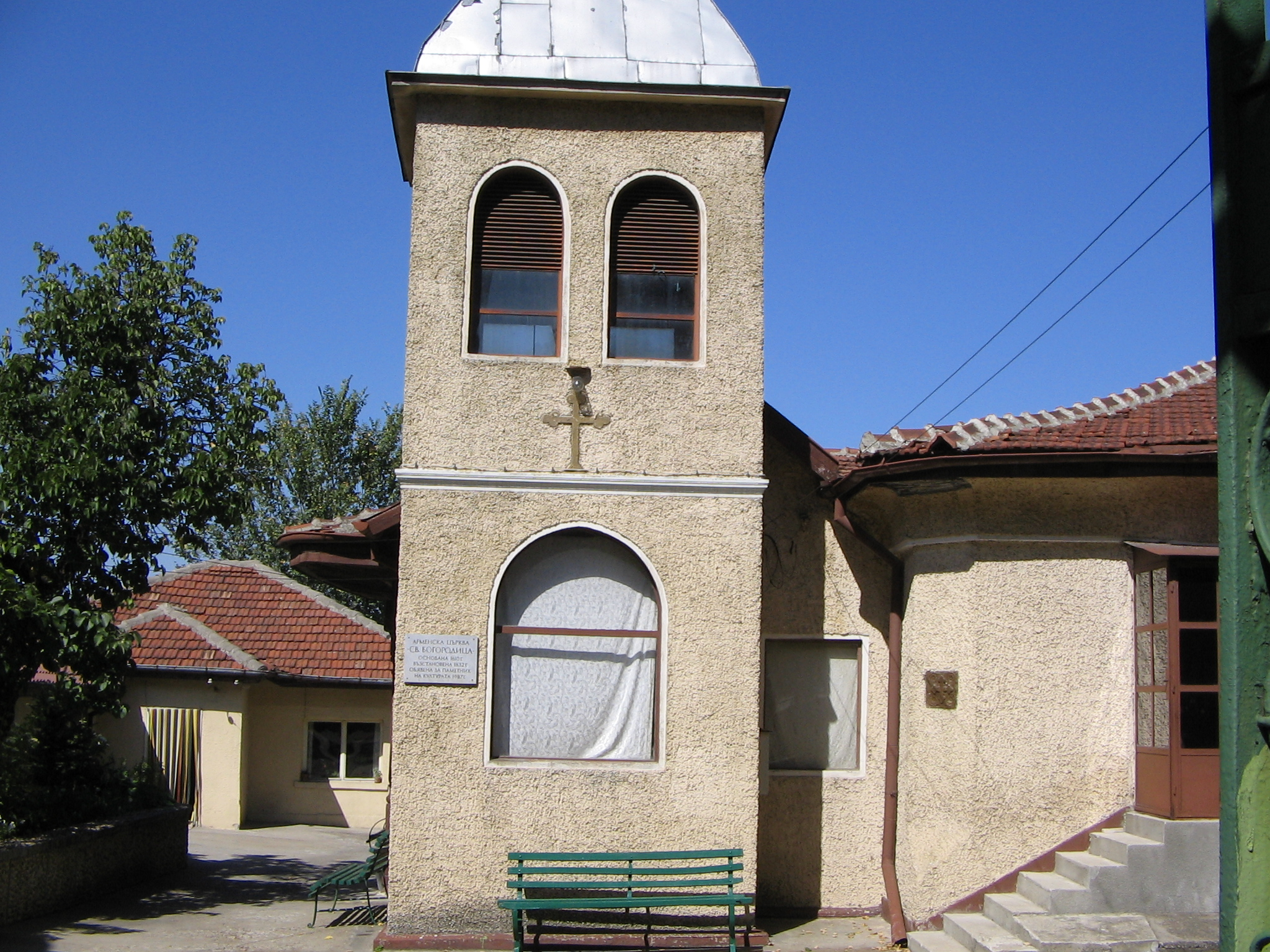
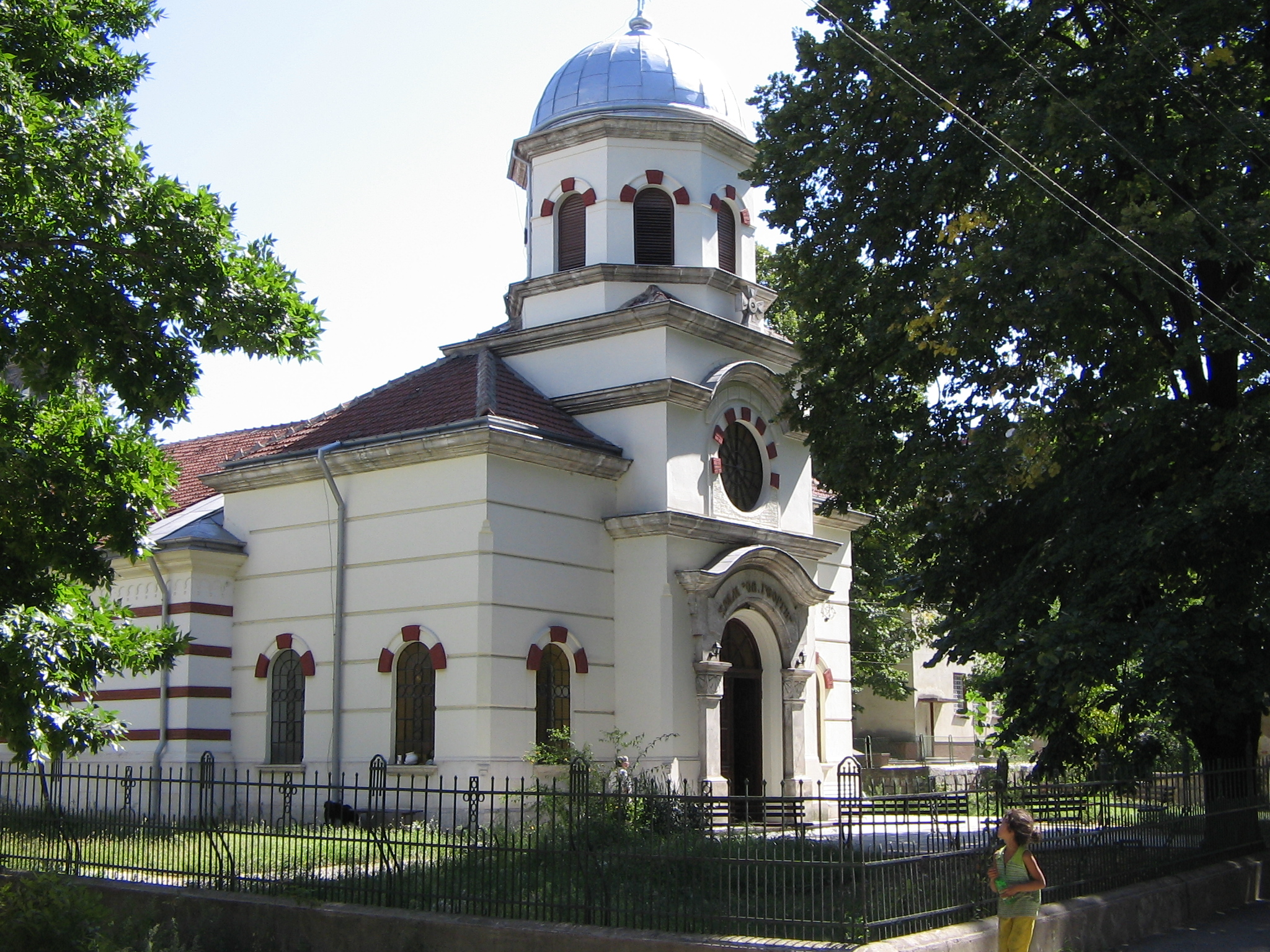
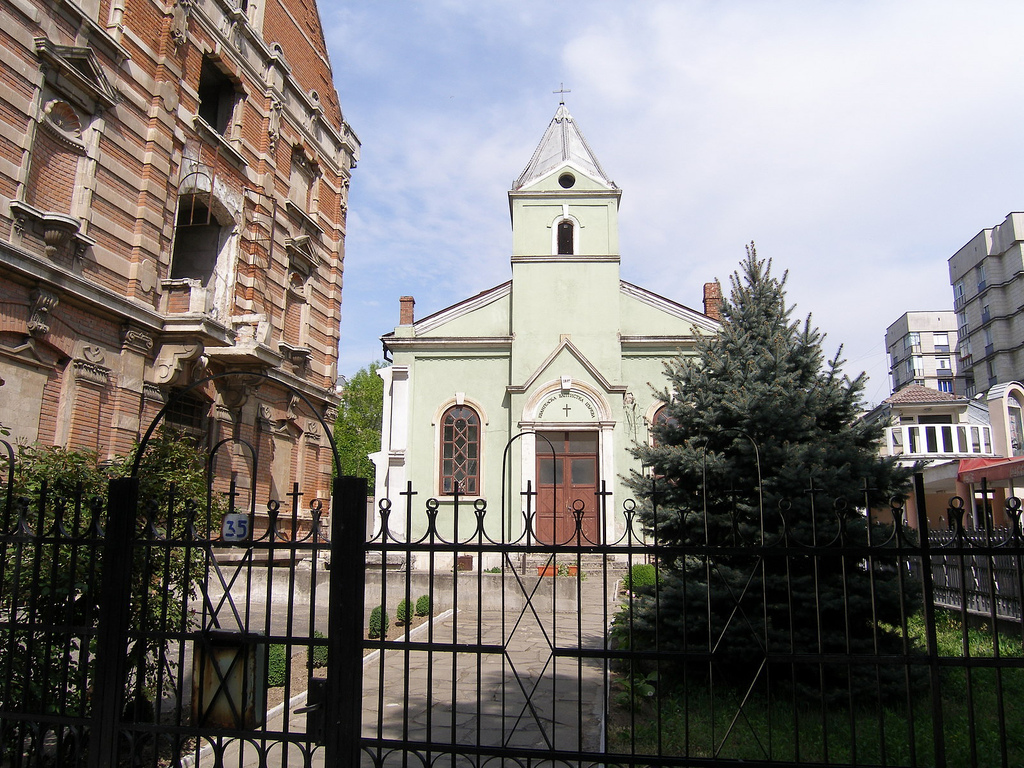
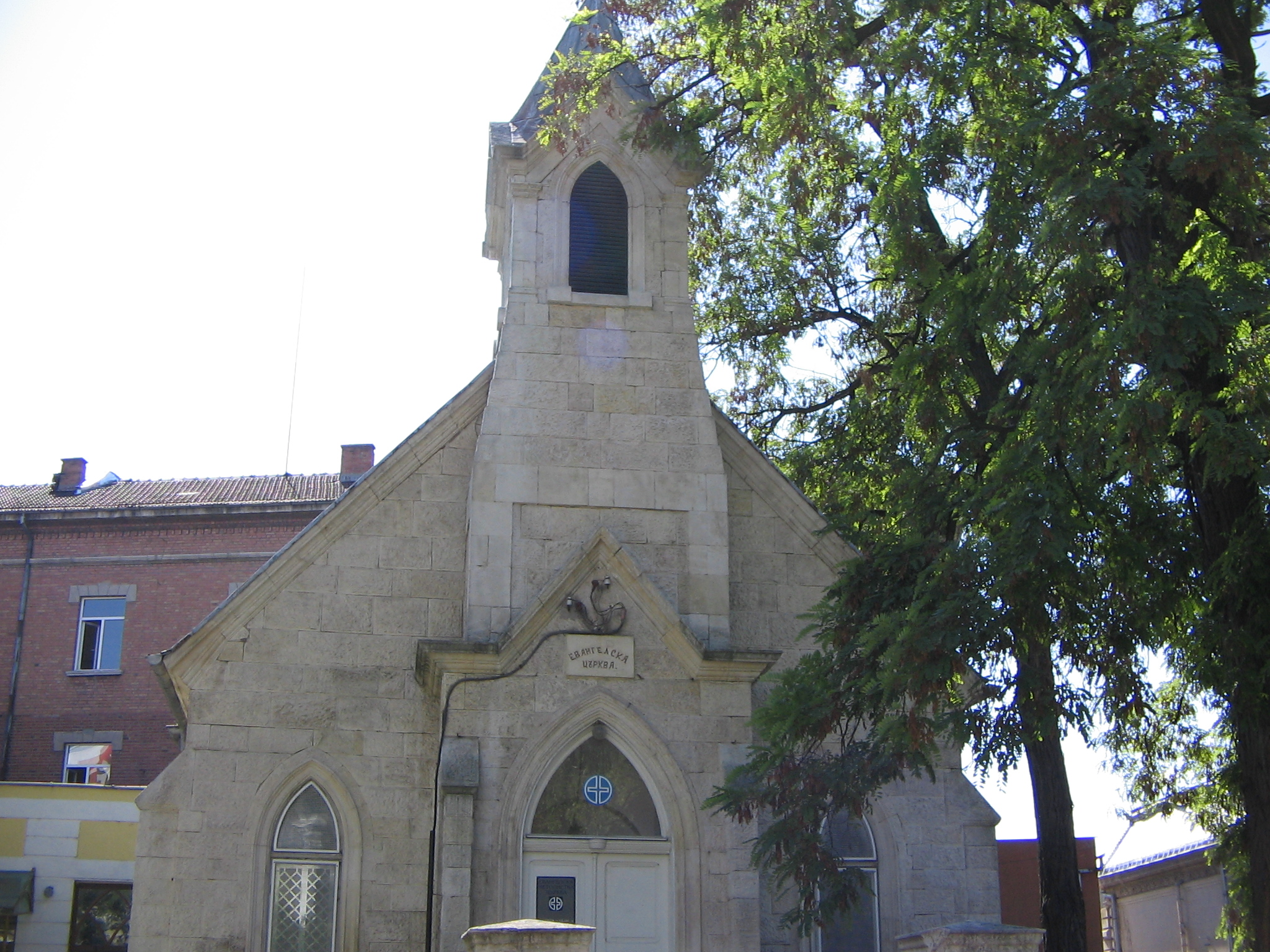
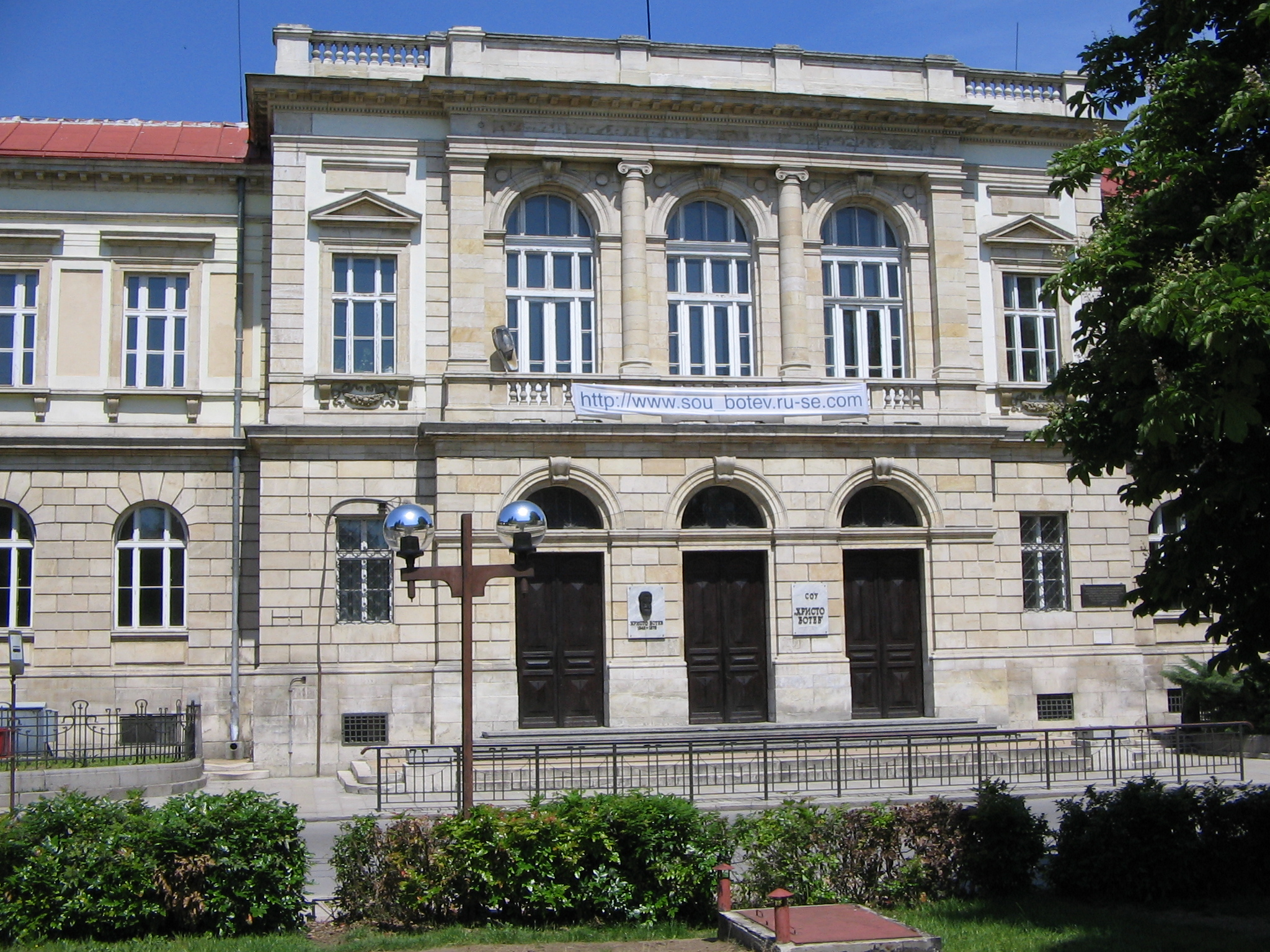
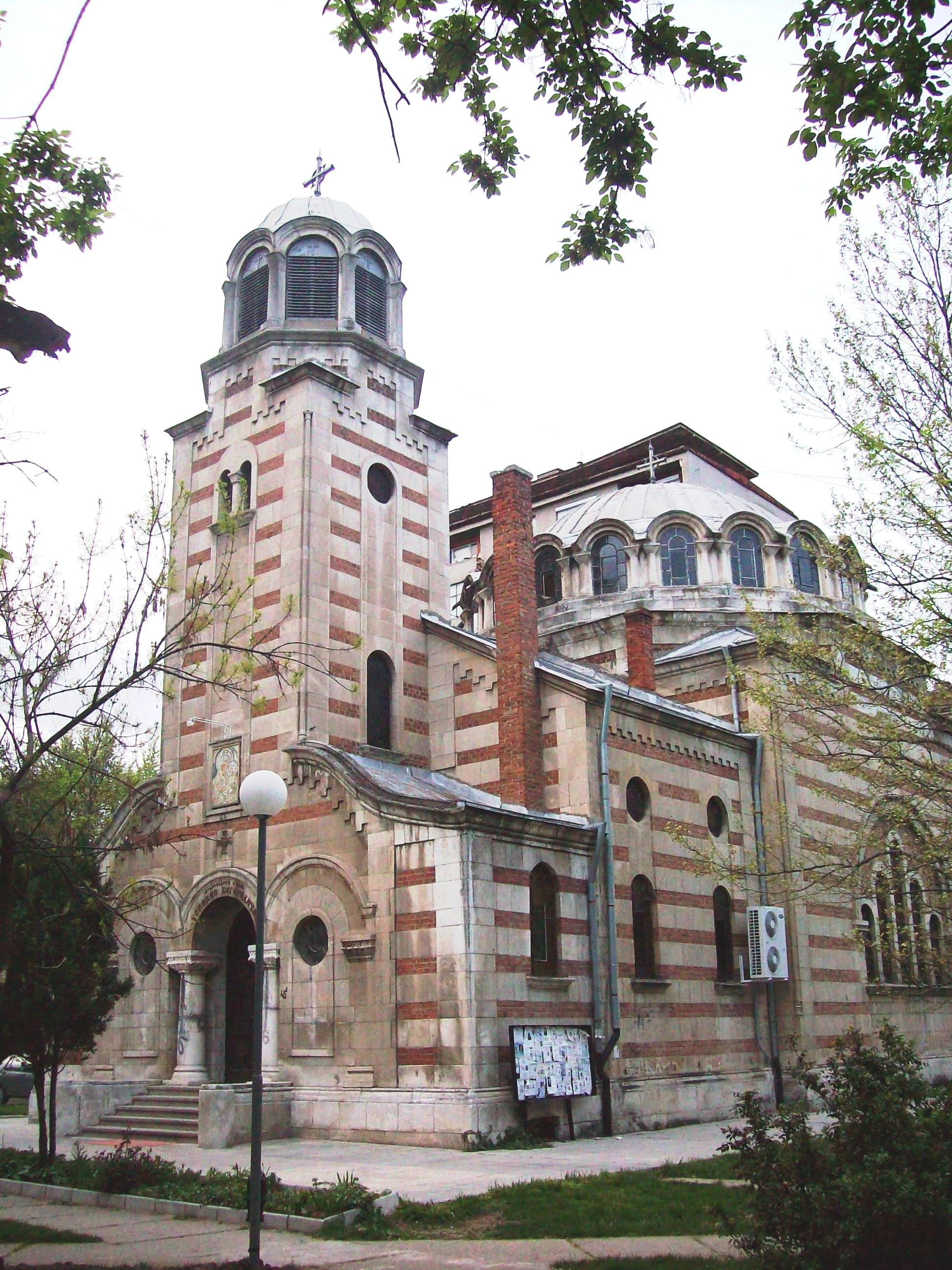
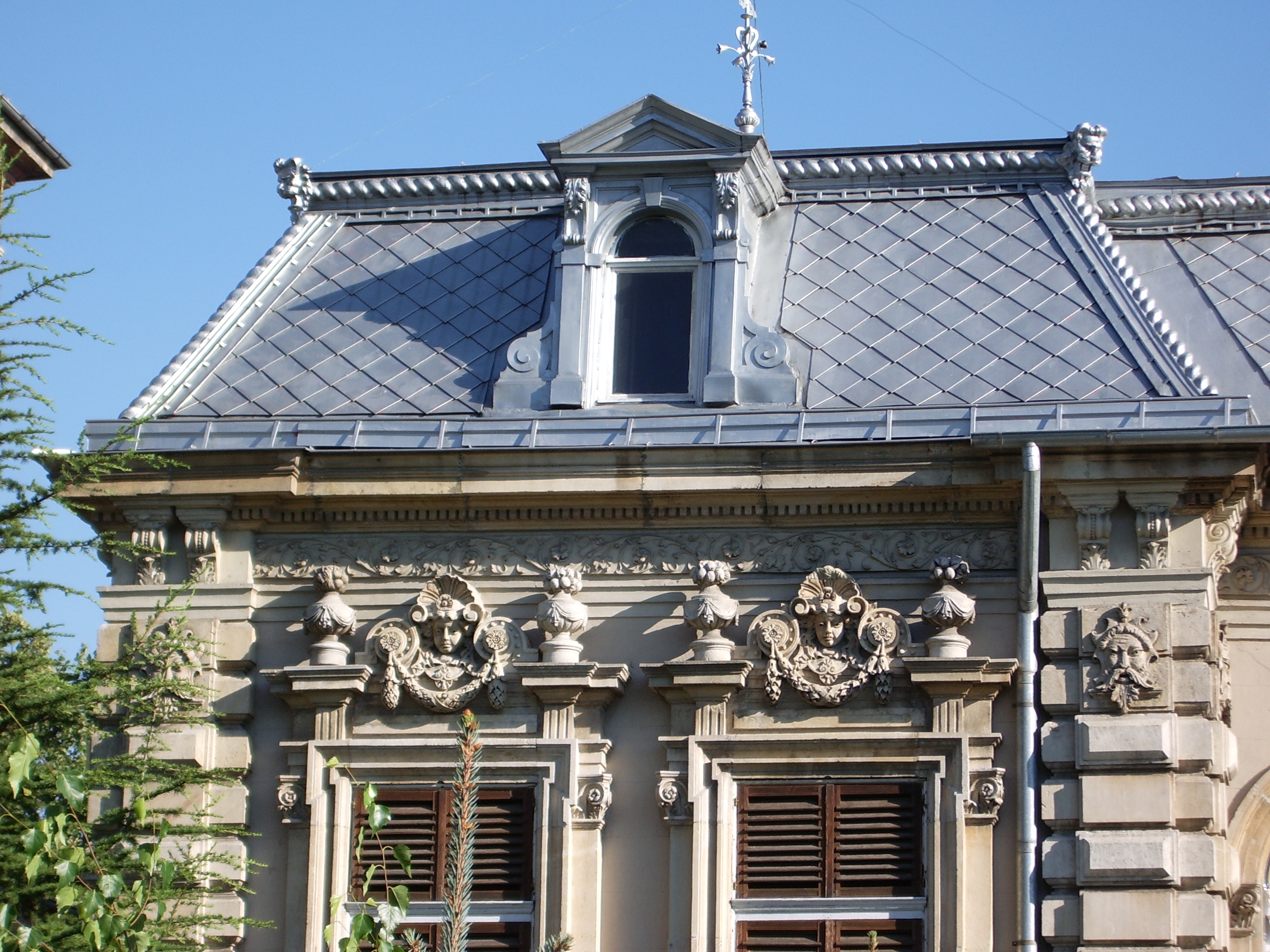
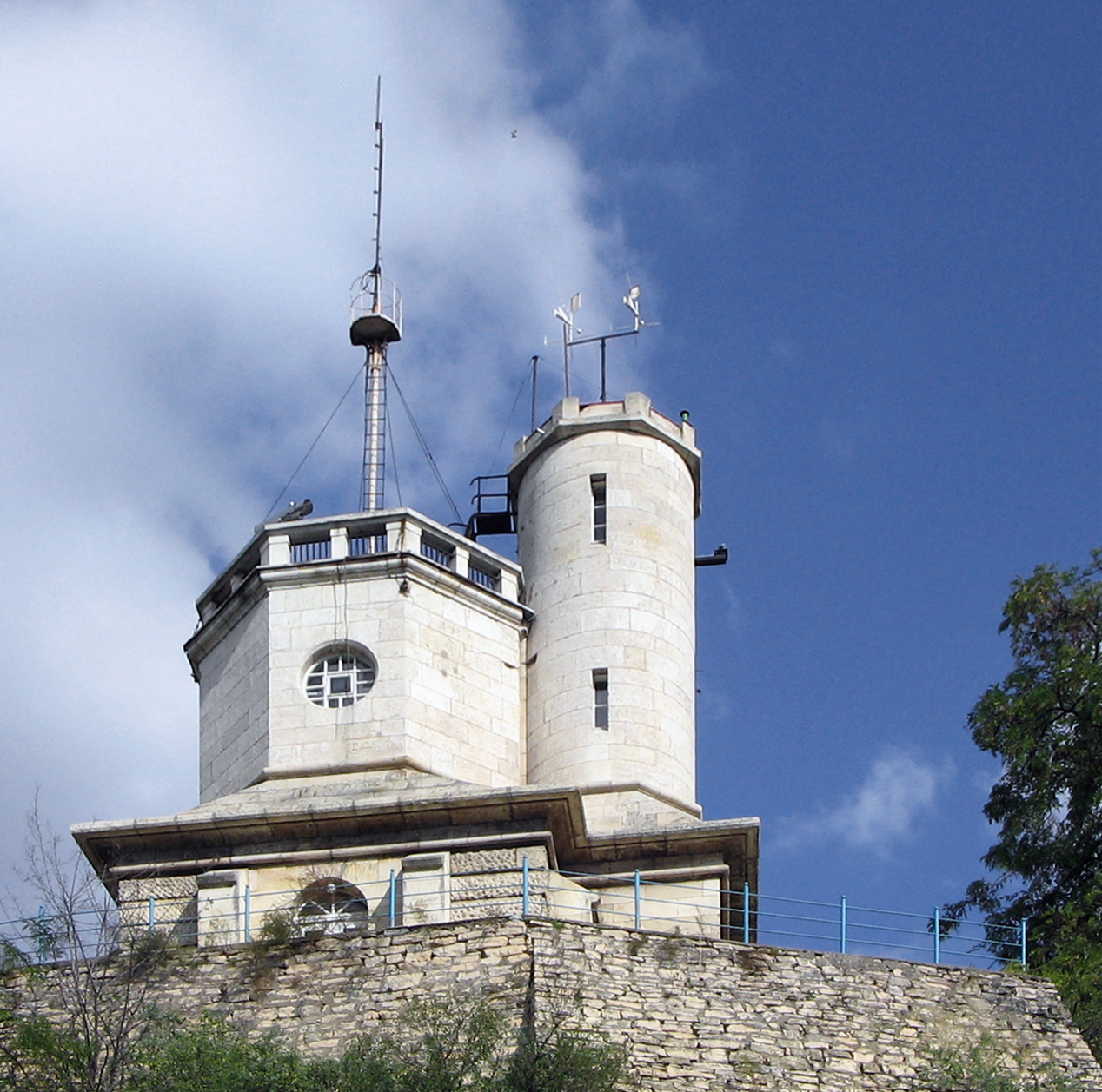
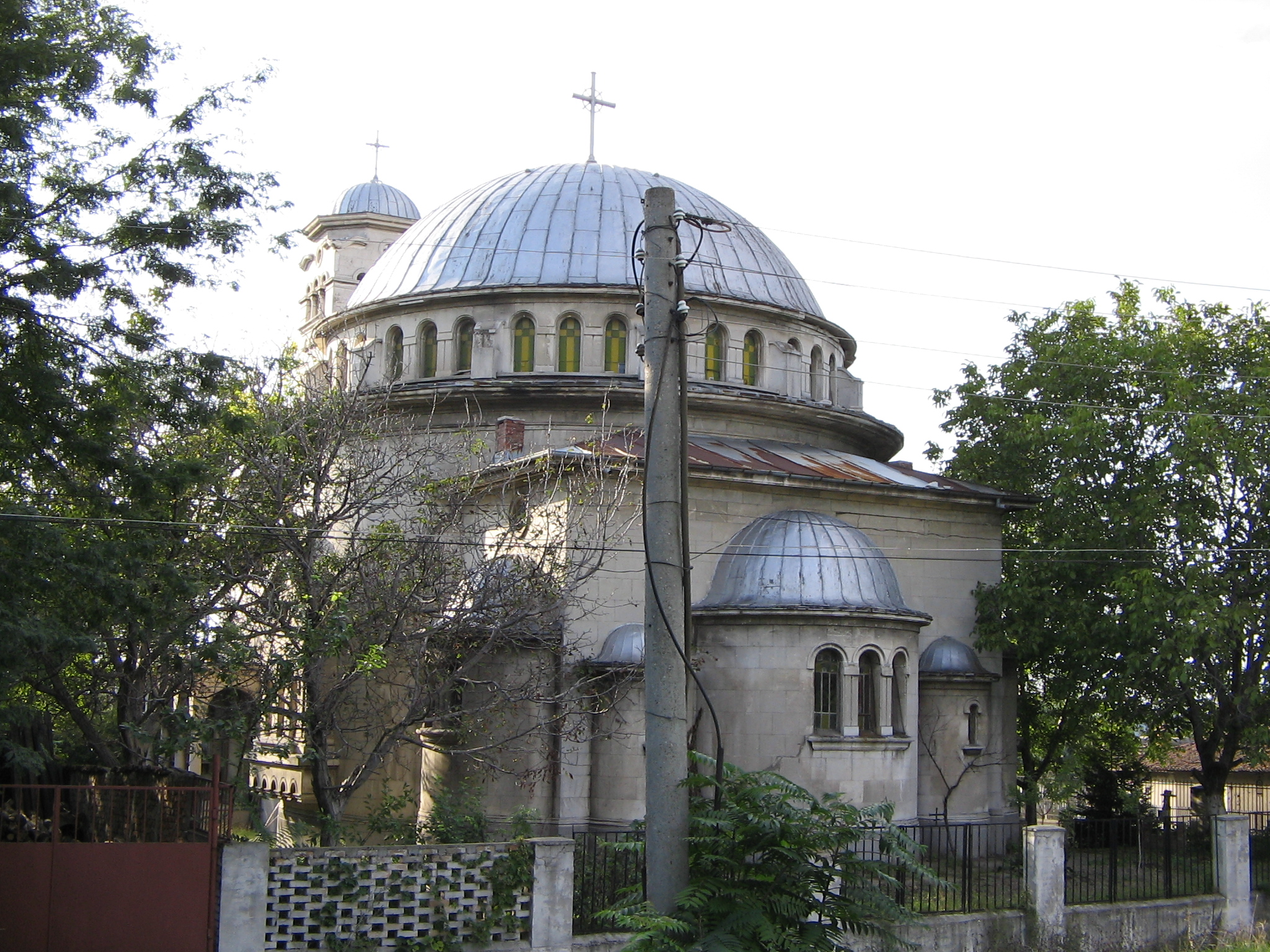
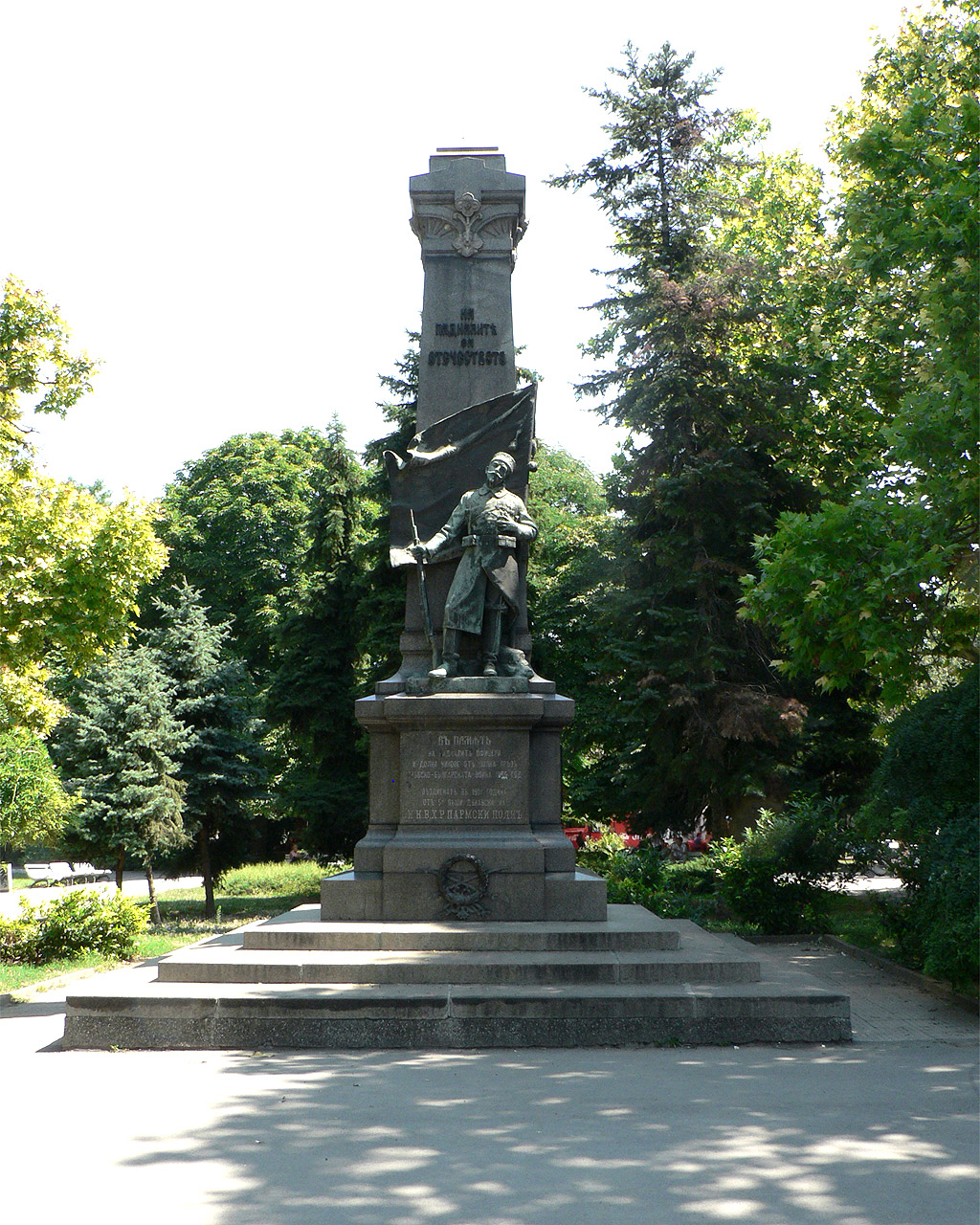
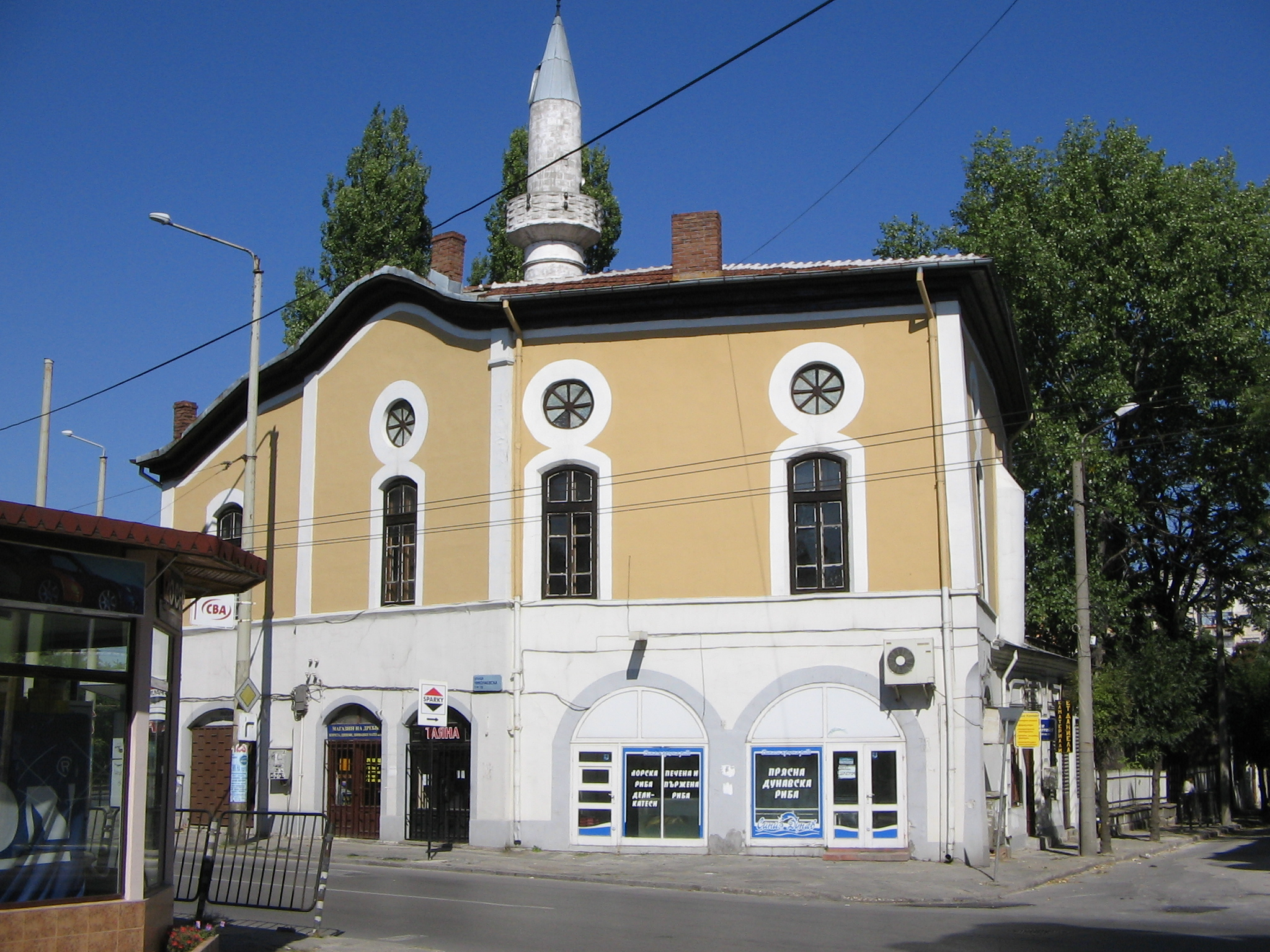
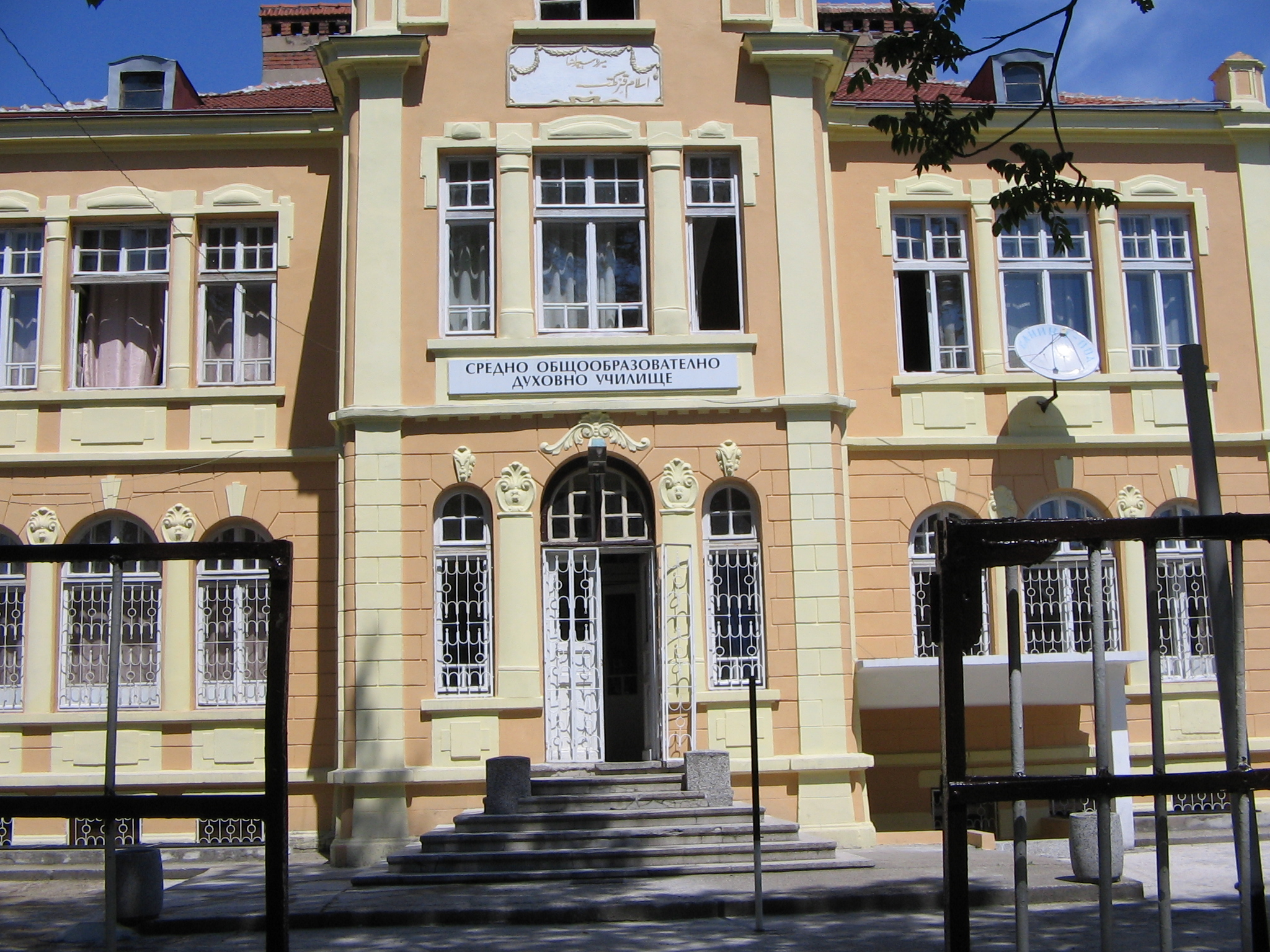
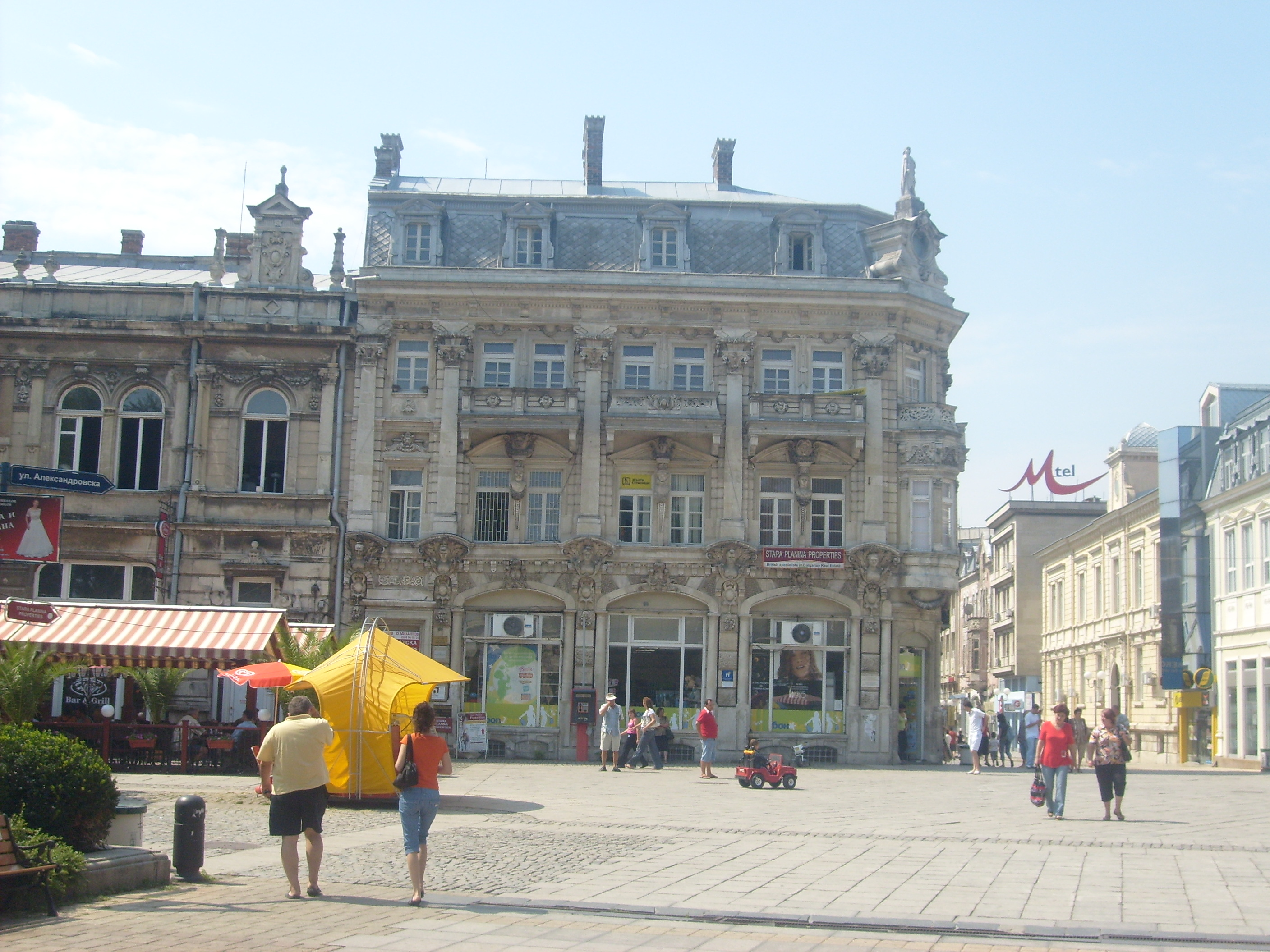
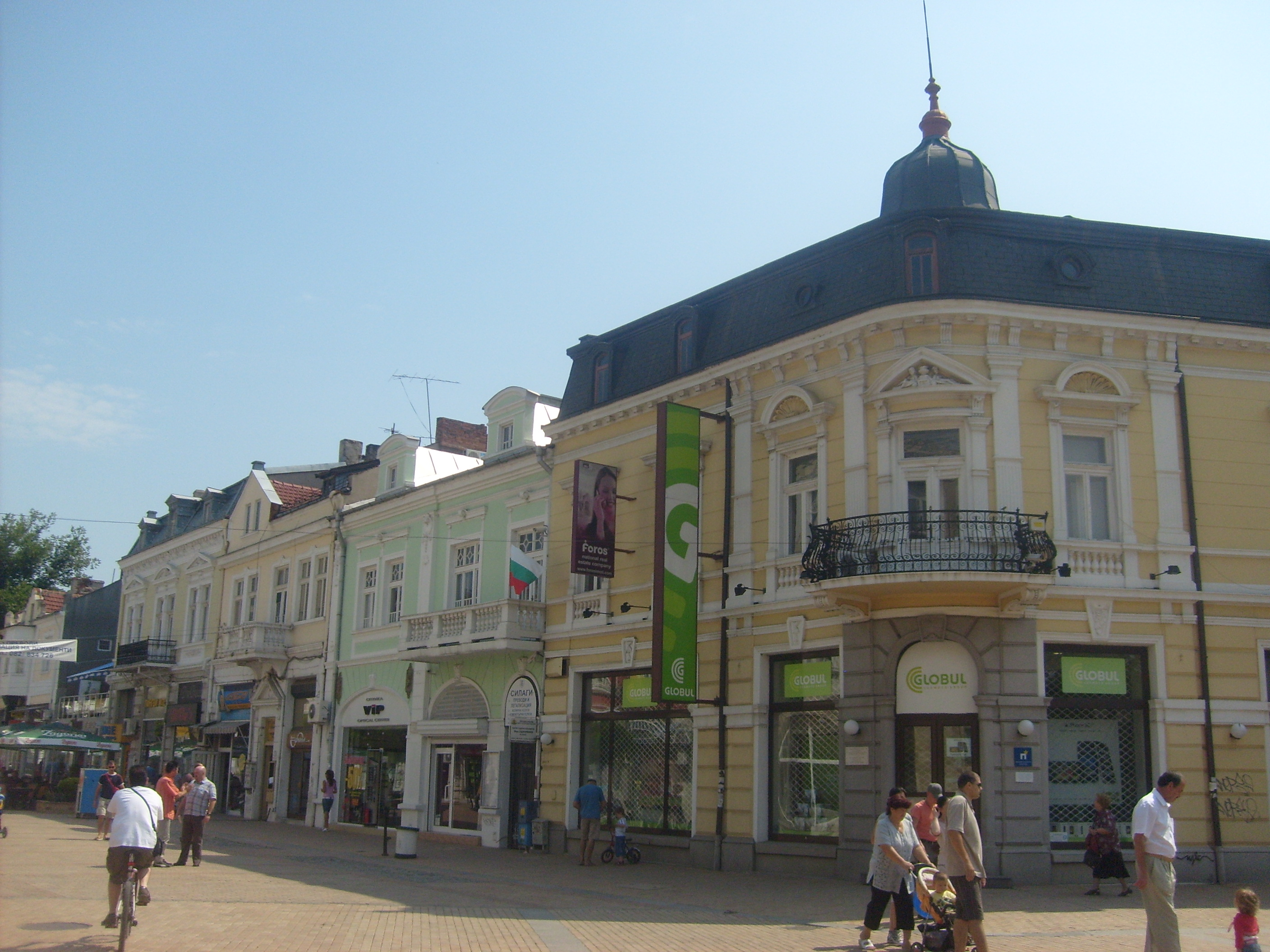
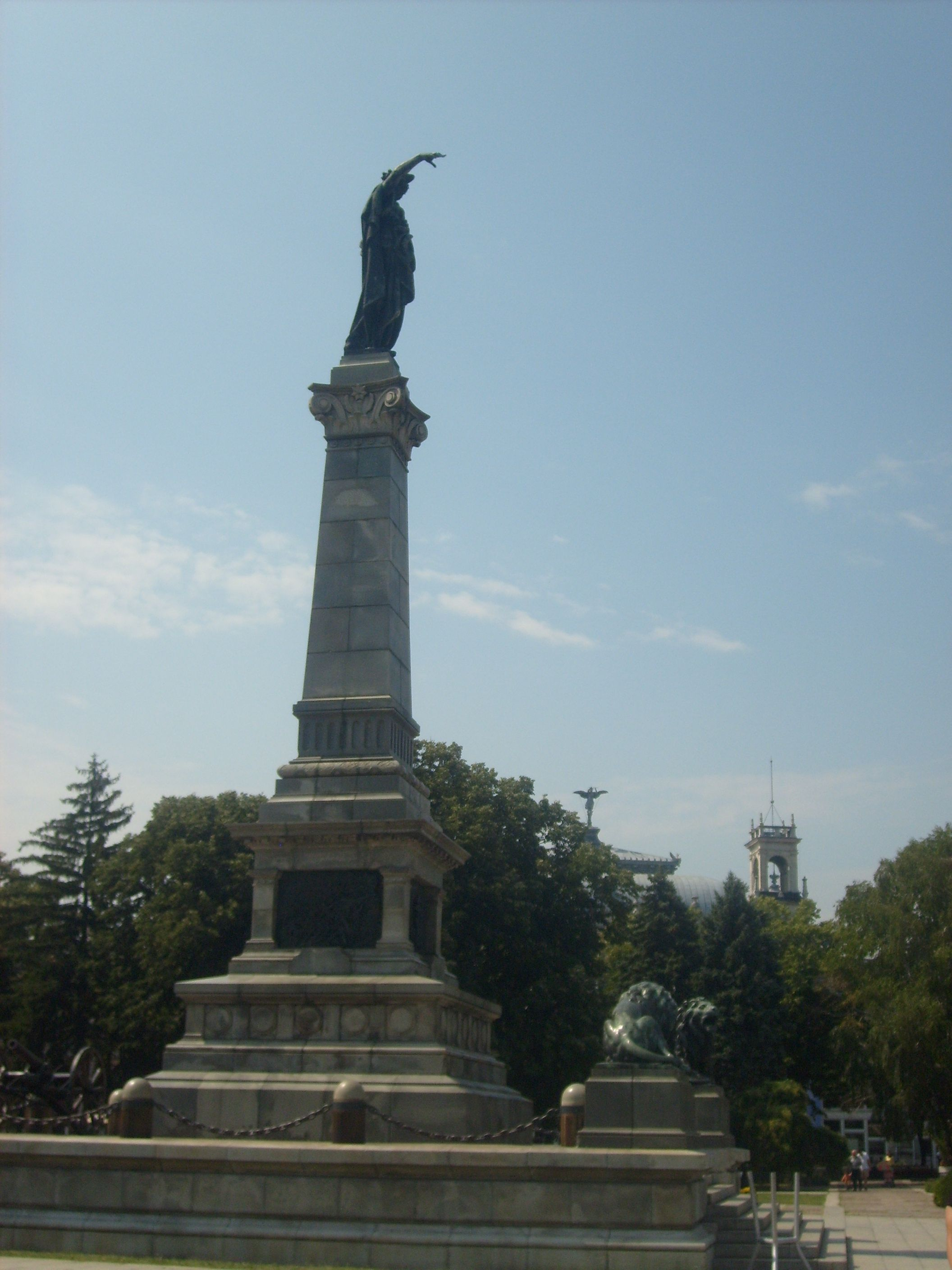